# Natale negli Stati Uniti d'America

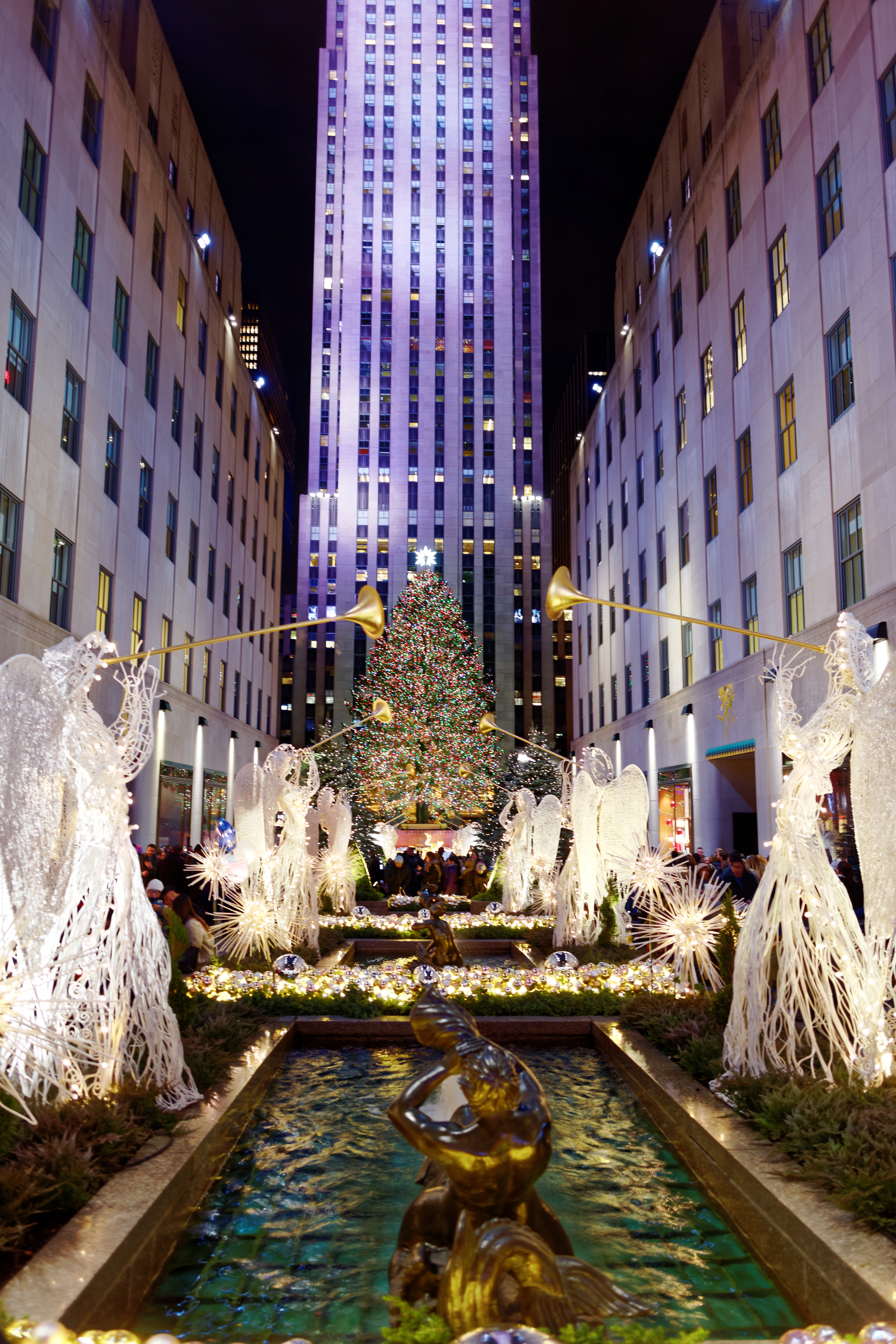
L'albero di Natale del Rockefeller Center di New York

Questa voce illustra le principali tradizioni natalizie degli Stati Uniti d'America, oltre agli aspetti storici e socio-economici della festa in questo Paese.

## Informazioni generali

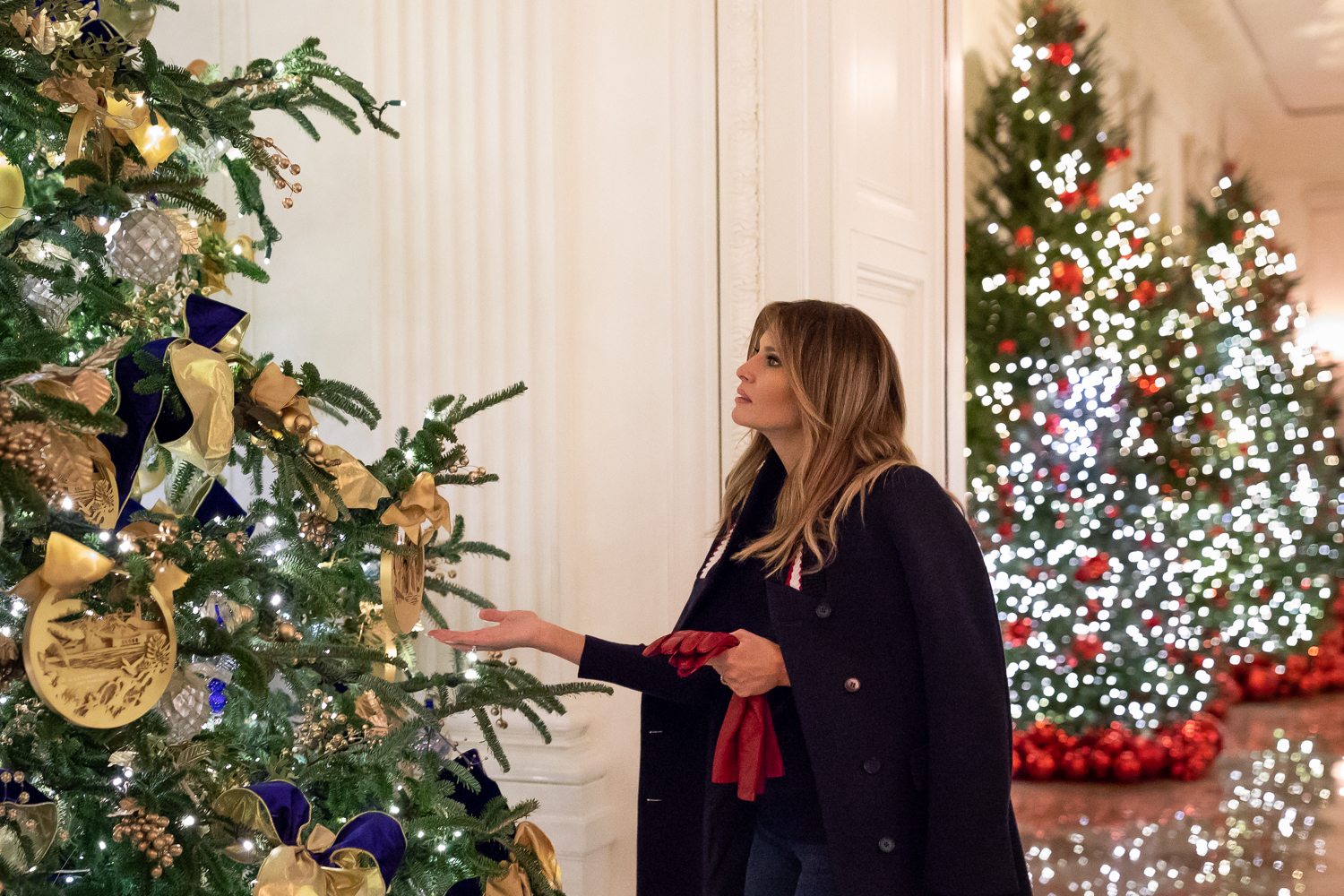
Decorazioni natalizie alla Casa Bianca

Le tradizioni natalizie statunitensi riflettono del carattere multiculturale del Paese e sono state introdotte dagli immigrati provenienti dalle isole britanniche, dalla Germania, dall'Italia, dall'Europa dell'est, ecc.
Gli Stati Uniti hanno inoltre contribuito a sviluppare e a diffondere un'immagine stereotipata del Natale oltre ad alcune tradizioni come le conosciamo oggi, tra cui quella del moderno Babbo Natale/Santa Claus.

## Formule d'augurio
Essendo la lingua ufficiale degli Stati Uniti l'inglese, la formula d'augurio più diffusa è Merry Christmas!
Nelle Hawaii, questa formula d'augurio è stata storpiata con la dicitura Mele Kalikimaka!

## Storia

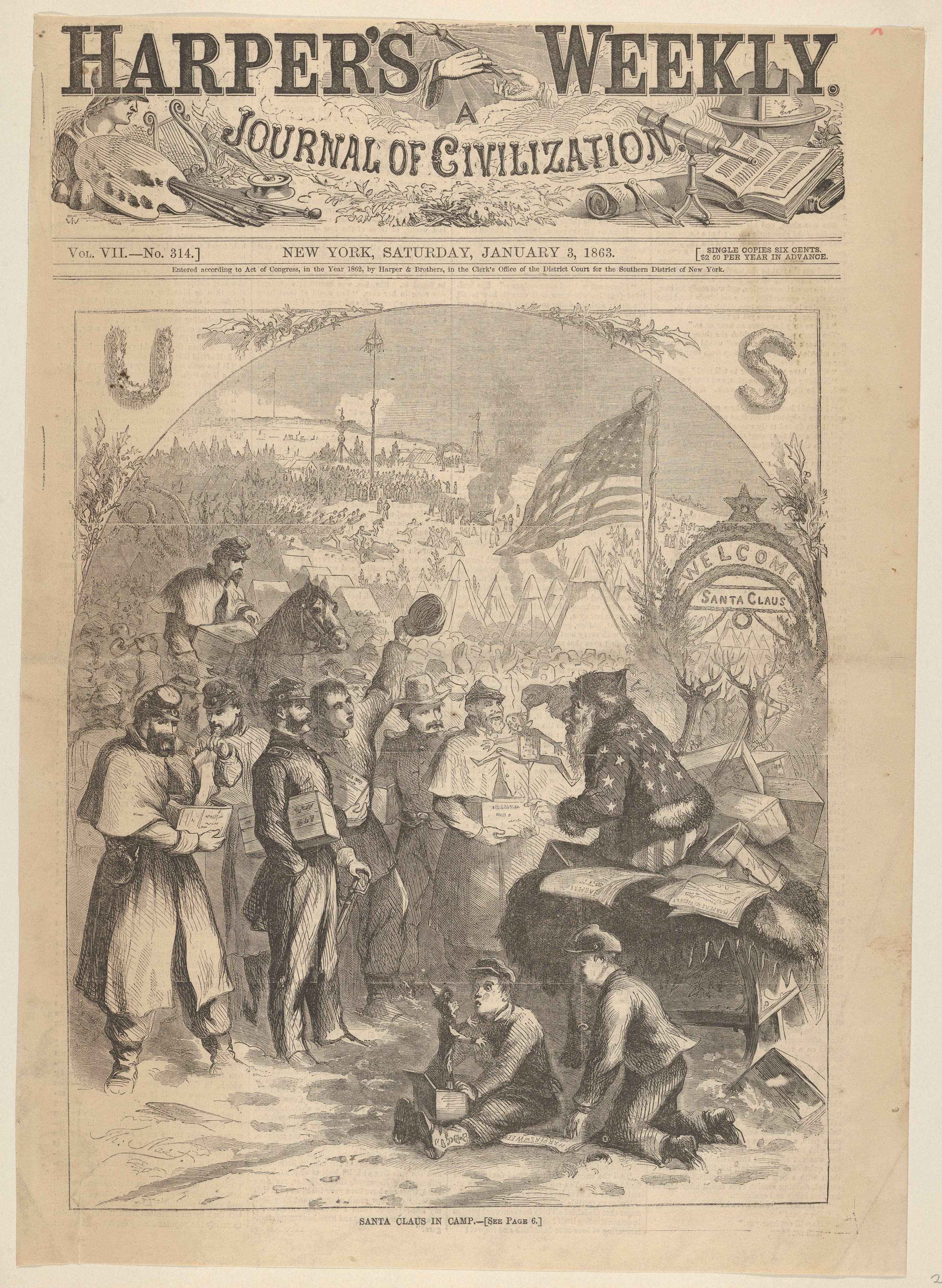
Santa Claus in un manifesto disegnato da Thomas Nast durante la guerra di secessione americana

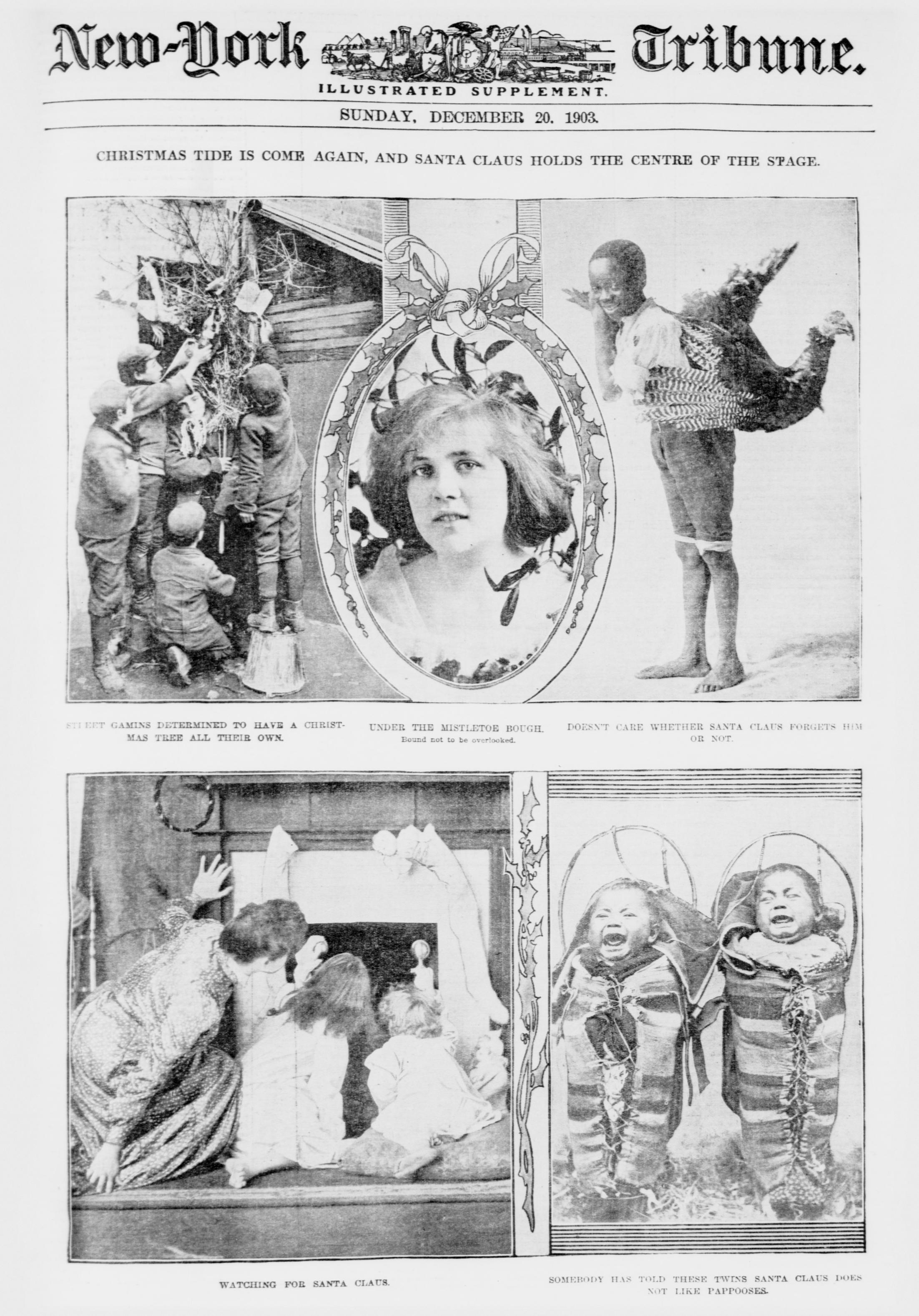
Tradizioni natalizie raffigurate nel numero del New York Tribune uscito il 20 dicembre 1903

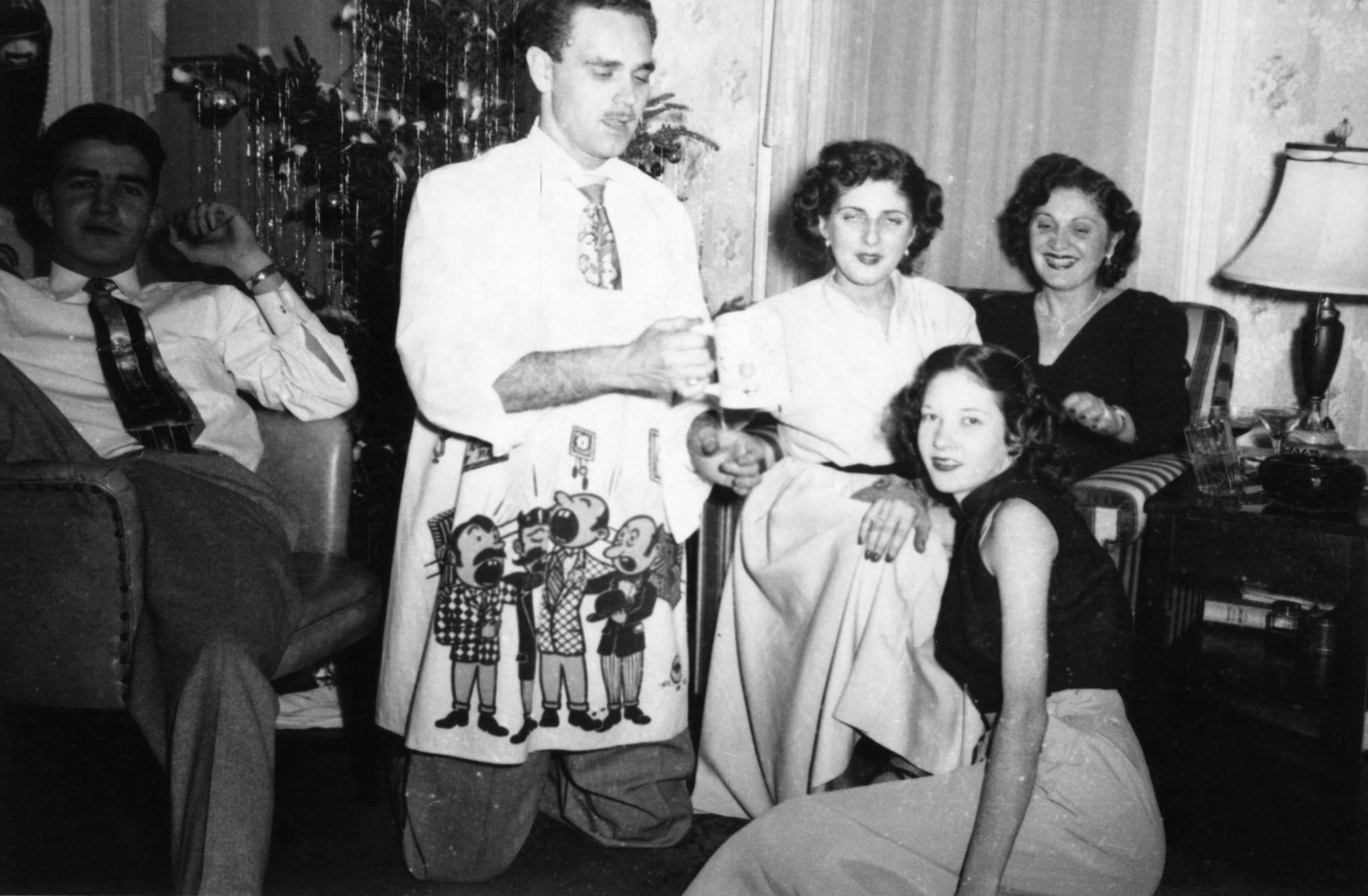
Party natalizio a New Orleans negli anni cinquanta del XX secolo

Le celebrazioni del Natale negli Stati Uniti d'America erano già popolari agli inizi del XVII secolo grazie agli immigrati provenienti dall'Inghilterra (specialmente a New York), dalla Francia (specialmente nella Louisiana), dalla Germania, dalla Moravia, ecc.
Nel corso del XVII secolo, il Natale negli Stati Uniti era una festa prevalentemente chiassosa, caratterizzata da bevute, schiamazzi notturni, inversione sociale, ecc.
Per questi motivi, come accadde anche in Inghilterra, anche negli Stati Uniti si assistette ad un sentimento di opposizione nei confronti delle celebrazioni natalizie per l'intervento dei Puritani, che si opponevano ad una festa giudicata poco "sobria", in quanto per loro il Natale doveva essere un giorno di digiuno e penitenza. Gli stessi Padri Pellegrini, appena sbarcati dalla Mayflower nel 1620, lavorarono il Giorni di Natale, anche se l'anno seguente si assistette anche ad una disputa tra coloro che volevano ottenere una giornata libera il giorno di Natale e gli oppositori della festa, che non intendevano celebrarlo.
In seguito, nel 1659, la Corte Generale del Massachusetts vietò le celebrazioni del Natale. La pena per i trasgressori ammontava a 5 scellini.
Agli inizi del XIX secolo, furono poi gli esponenti dei ceti medi ad esprimere un sentimento di avversione al Natale, ritenuto una festa appannaggio dei ceti bassi. Inoltre, in quel periodo, si assistette ad una dura repressione da parte delle forze dell'ordine nei confronti di coloro che si macchiavano di atteggiamenti violenti nel corso dei festeggiamenti.
In quel periodo, il Natale non era ancora tuttavia una festa molto popolare negli Stati Uniti, anche tra le persone di religione cristiana. Inoltre, ancora alla metà del XIX secolo, il Natale non era ancora una festa riconosciuta ufficialmente ed era festeggiato in modi differenti dalle varie persone.
Informazioni sulle celebrazioni natalizie negli Stati Uniti nella prima metà del XIX secolo vengono fornite da autori quali Washington Irving e Penne Restad, rispettivamente nei cinque saggi intitolati The Sketchbook of Geoffrey Crayon, Gent (1819) e nel libro Christmas in America: A History: Irving parla di un ricco proprietario terriero di origine britannica che soleva invitare i contadini alle sue dipendenze a festeggiamenti natalizi tradizionali, mentre Restad sottolineava proprio il fatto di come gli americani iniziarono ad unificare i festeggiamenti proprio alla metà del secolo.
Le celebrazioni natalizie diventarono quindi popolarissime negli Stati Uniti a partire dagli anni cinquanta del XIX secolo.
La popolarità crescente del Natale fece sì che alcuni Stati dichiarassero il 25 dicembre come festa ufficiale. Il primo Stato a dichiarare il Natale come una festa ufficiale fu la Louisiana nel 1837 e già nel 1860 il Natale era diventata una festa ufficiale in altri 14 Stati, prima di essere dichiarato giorno festivo per tutti gli Stati federati dal presidente Ulysses Grant il 26 giugno 1870.
Alla fine del XIX secolo il Natale perse poi il suo carattere di festa prevalentemente "chiassosa", diventando una festa incentrata soprattutto sul calore familiare. A tale inversione di tendenza, contribuirono non solo i sacerdoti, che intendevano "legalizzare" i festeggiamenti natalizi, ma anche i giornali e soprattutto alcuni scrittori, quali il già citato Washington Irving, Clement Clarke Moore e John Pintard, i cui scritti (incentrati soprattutto sulla descrizione del culto di San Nicola) promossero l'immagine del Natale che poi sarebbe rimasta nell'immaginario collettivo.
Durante la guerra di secessione americana, il Natale non era solo un giorno di riposo per i soldati, ma divenne un'occasione per dimenticare le atrocità del conflitto e al tempo stesso contribuiva ad infondere un sentimento di malinconia tra le famiglie di coloro che erano partiti per il fronte. Fu durante quel periodo che nacque l'immagine del moderno Babbo Natale/Santa Claus, raffigurato da Thomas Nast in mezzo ai soldati delle truppe unioniste, in illustrazioni che avevano un forte carattere propagandistico. (v. anche la sezione "Santa Claus").
Nel corso della seconda guerra mondiale, i giocattoli (come altri prodotti) scarseggiavano e il governo statunitense incoraggiò l'acquisto di obbligazioni di guerra come regali natalizi. Per i soldati statunitensi lontani dalle proprie case, venivano invece organizzati concerti e party e gli stessi soldati organizzavano party per i bambini.

## Date importanti
La stagione natalizia viene di fatto inaugurata negli Stati Uniti con la festa del Ringraziamento, che cade l'ultimo giovedì di novembre.
Nei Monti Appalachi e presso alcune comunità Amish viene festeggiato il "Vecchio Natale" che cade il 6 gennaio.

## Tradizioni popolari

### La tradizione dell'albero di Natale negli Stati Uniti d'America

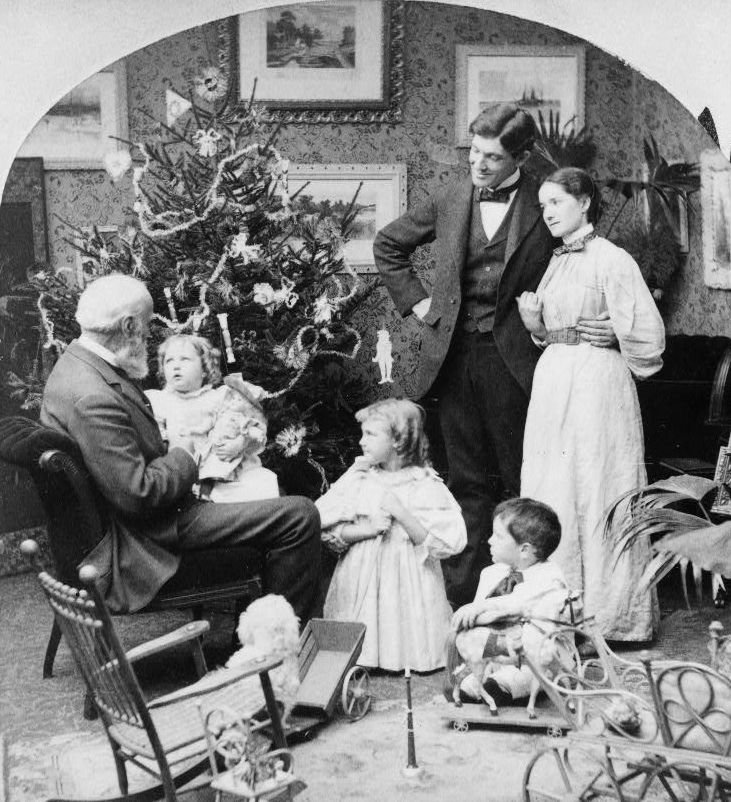
Una famiglia americana radunata davanti all'albero di Natale nel 1897

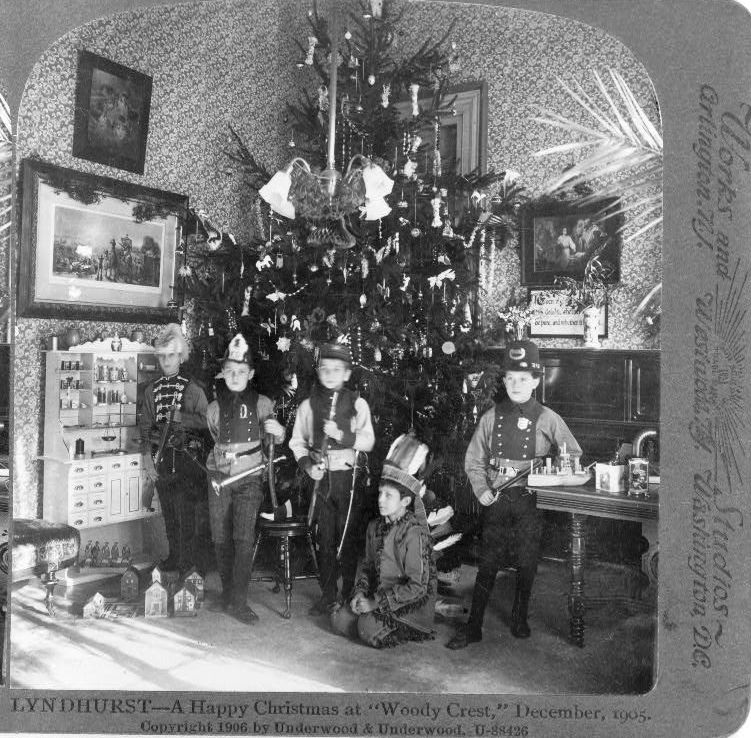
Un albero di Natale a New York nel 1905

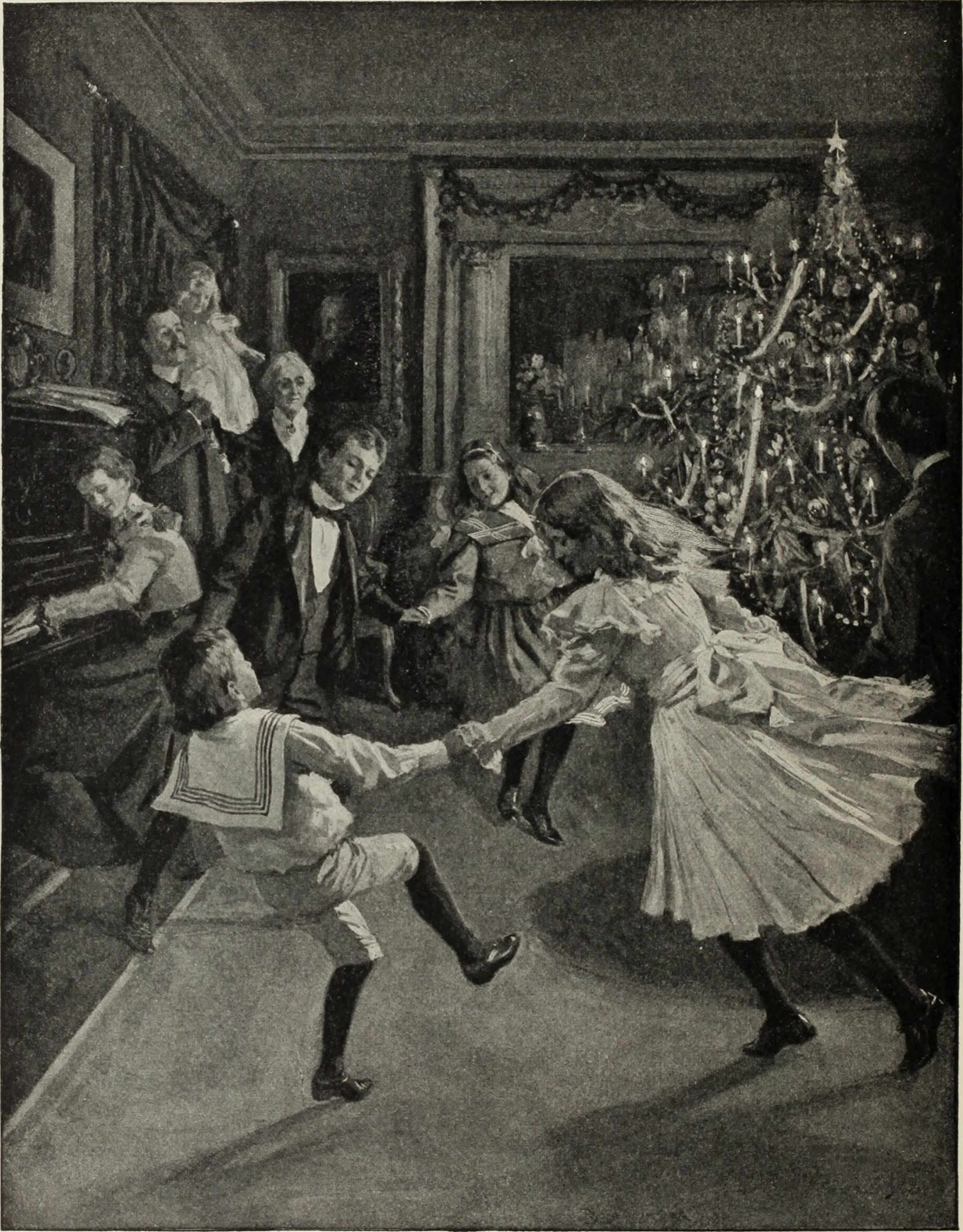
Danze attorno all'abero di Natale nel 1912

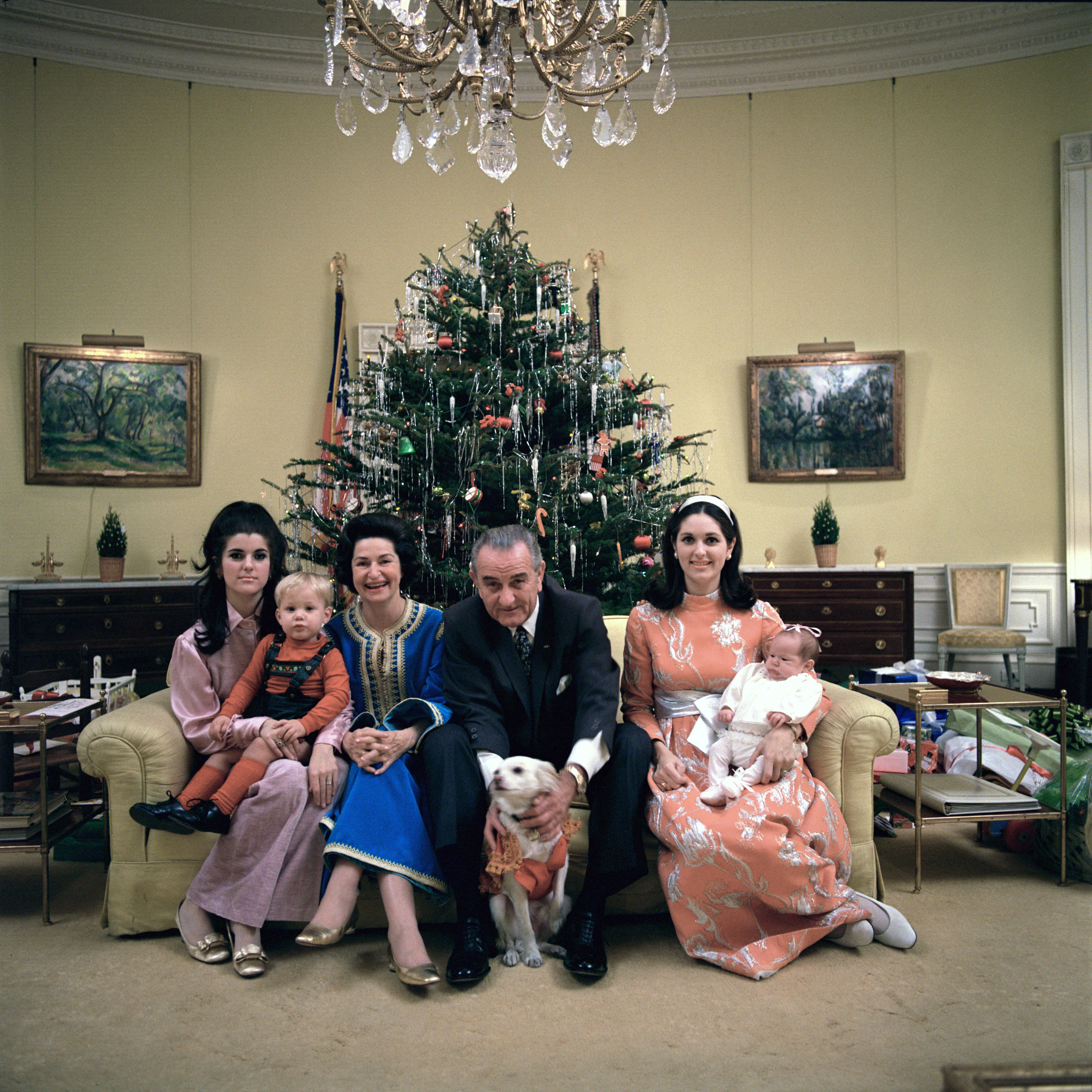
Il presidente degli Stati Uniti Lyndon B. Johnson e la sua famiglia davanti all'albero di Natale allestito alla Casa Bianca nel 1968

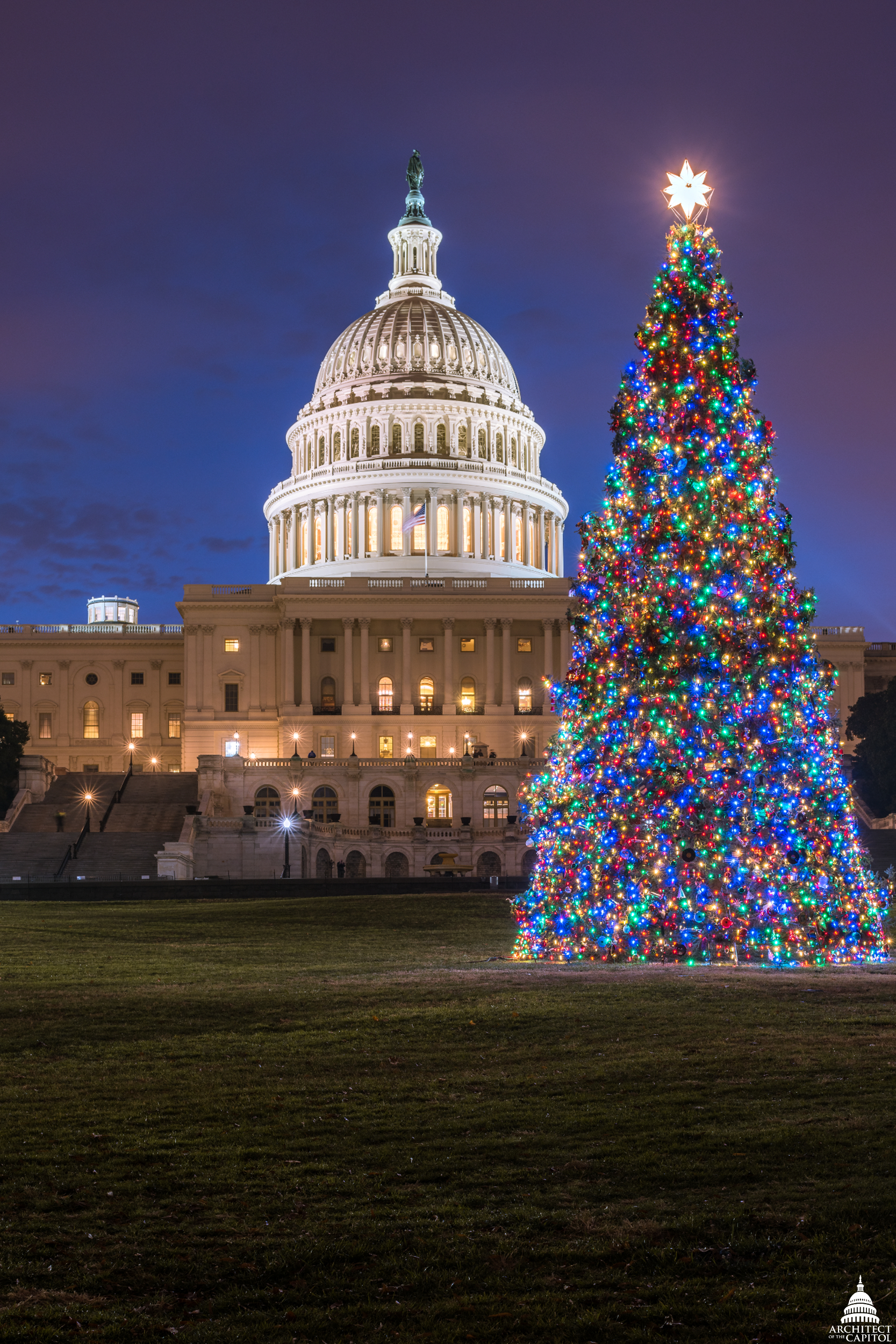
Washington: il Capitol Christmas Tree nel 2017

La tradizione dell'albero di Natale venne introdotta nei futuri Stati Uniti d'America negli anni quaranta del XVIII secolo dai coloni provenienti dalla Moravia ed era già ben radicata nel XIX secolo.
Nel 1832, Harriet Martineau descrisse l'albero di Natale come la tradizione natalizia più popolare negli Stati Uniti. Agli inizi del XX secolo, un americano su tre possedeva un albero di Natale.
Dal 1923 viene allestito annualmente vicino alla Casa Bianca il National Christmas Tree: l'idea venne al presidente Calvin Coolidge, che fece decorare con 2.500 palline luminose un abete dell'altezza di 48 piedi.
|  |

A New York viene invece allestito annualmente dal 1931 nel Rockfeller Center, l'albero di Natale del Rockefeller Center, che viene decorato con 29.000 luci.
Dal 1964 viene allestito a Washington di fronte al Campidoglio il Capitol Christmas Tree, noto anche come "The People's Tree", che si deve ad un'iniziativa di John W. McCormack.
Negli anni quaranta e cinquanta del XX secolo, la principale ditta produttrice di decorazioni per alberi di Natale negli Stati Uniti fu la Shiny Bright, fondata da un immigrato tedesco di nome Max Eckhardt, che per produrle si avvalse della collaborazione della Corning Incorporated. Nel 1940, la Corning Incorporated produceva così circa 300.000 articoli della Shiny Brite al giorno.
Si calcola infine che ogni anno negli Stati Uniti vengano acquistati circa 30-35 milioni di veri alberi di Natale.

### La tradizione del ceppo natalizio negli Stati Uniti d'America
Anche negli Stati Uniti è diffusa l'usanza di bruciare il ceppo natalizio in occasione della vigilia di Natale.
Un'usanza legata al ceppo natalizio in vigore prima dello scoppio della guerra civile consisteva nell'accordare agli schiavi una pausa dal lavoro che durava per tutto il periodo in cui bruciava il ceppo.
Una particolare tradizione è la cosiddetta "caccia al ceppo", diffusa a Palmer Lake, in Colorado, dal 1933.

### Santa Claus

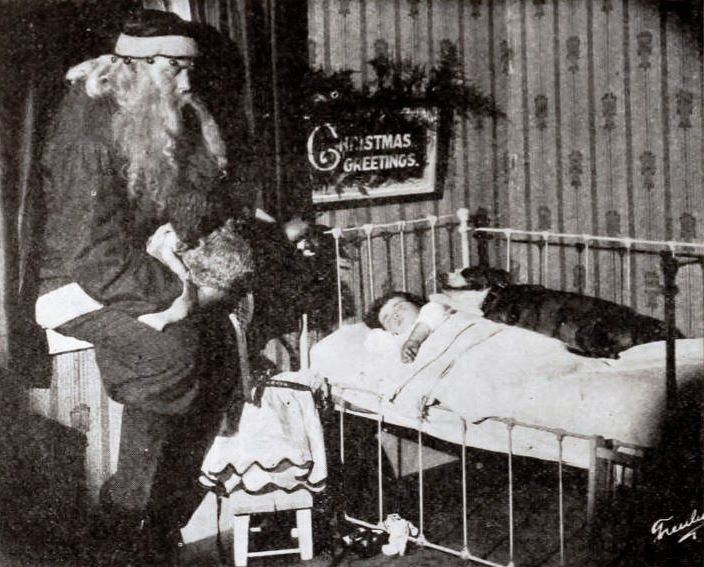
Santa Claus con la piccola attrice Diana Serra Cary nel 1921

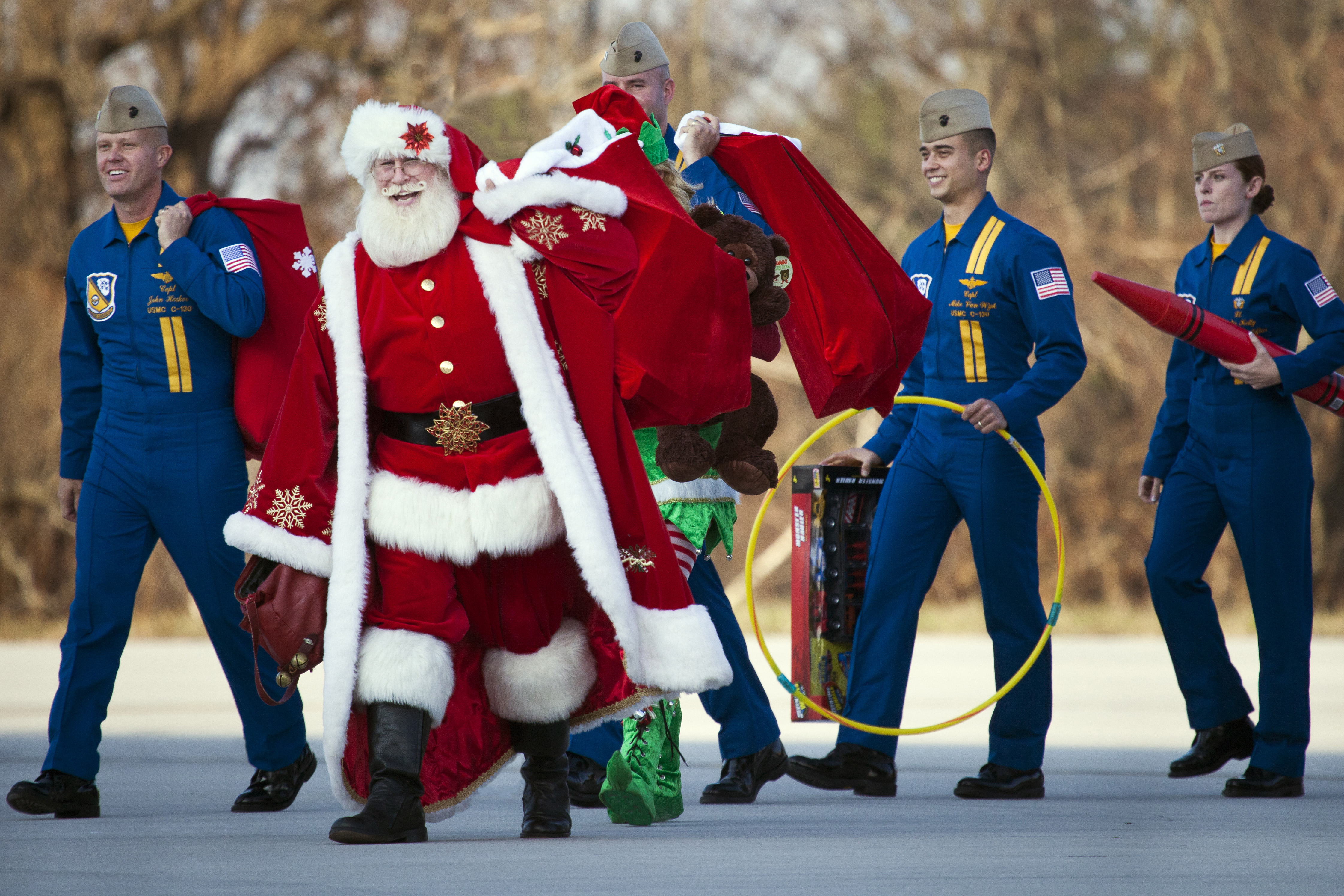
Soldati statunitensi con Santa Claus

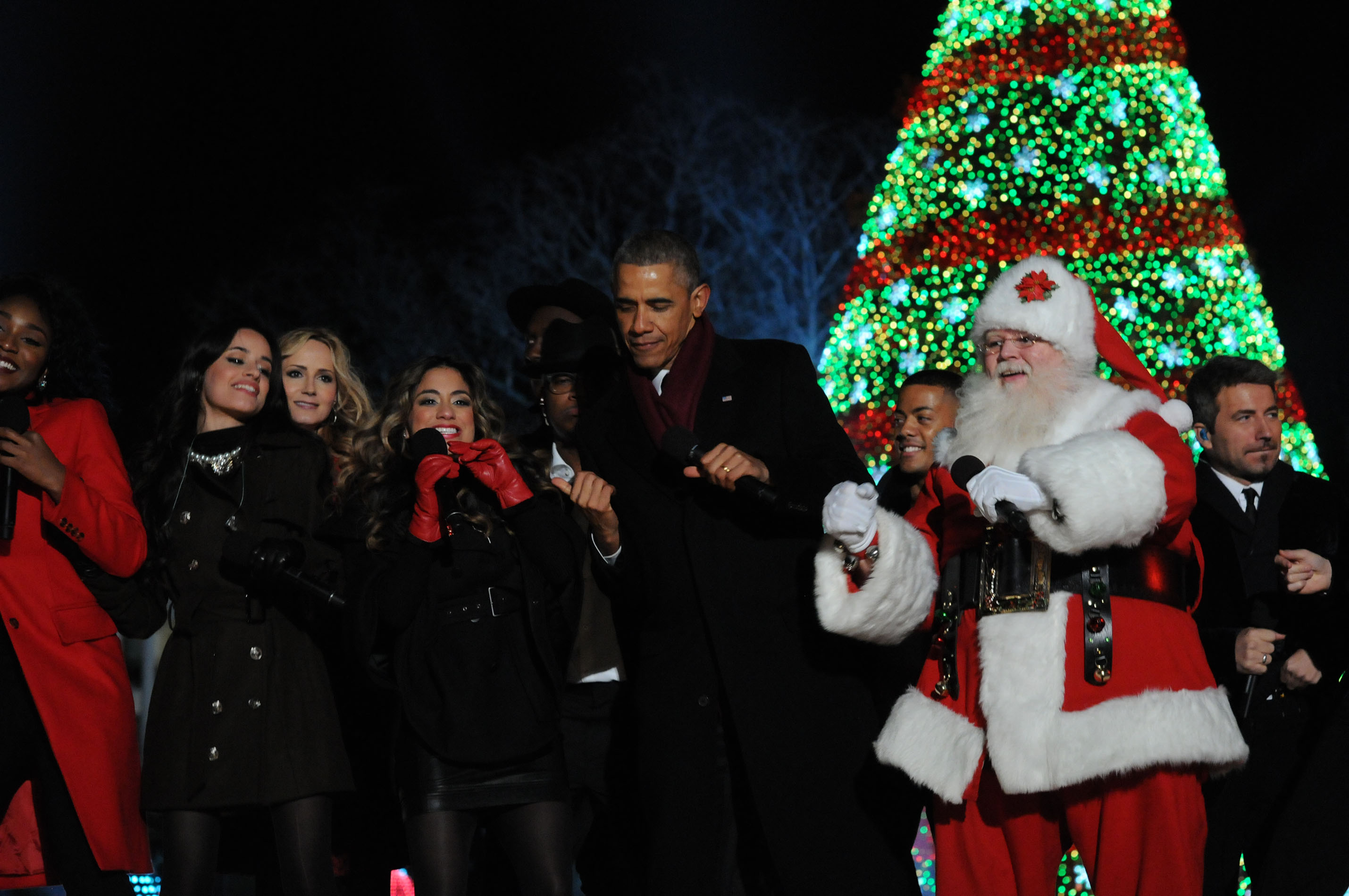
Barack Obama con Santa Claus

Agli Stati Uniti si deve la moderna raffigurazione di Babbo Natale/Santa Claus. Questa figura contribuì anche alla trasformazione del Natale da festa chiassosa in festa intima e familiare (v. "Storia").
Negli Stati Uniti, la figura di San Nicola, da cui in seguito sarebbe derivato Santa Claus, fu introdotta dagli immigrati provenienti dai Paesi Bassi nel XVII secolo.
Una delle prime descrizioni di San Nicola e del suo culto presso gli Olandesi, che poi avrebbe portato allo sviluppo di questa figura, si deve a Washington Irving nell'opera A History of New-York from the Beginning of the World to the End of the Dutch Dynasty, by Diedrich Knickerbocker, pubblicata nel 1809. L'anno seguente, George Pintard, un membro dello stesso gruppo di scrittori a cui apparteneva anche Irving, i Knickerbockers, pubblicò un opuscolo bilingue (in inglese e olandese) che conteneva delle raffigurazioni di San Nicola e di calze contenenti regali appese ad un camino.
Nel 1821, apparve a New York il poema anonimo Old Santeclaus with Much Delight, pubblicato da William B. Gilley all'interno del libriccino The Children's Friend: A New-Year's Present, to the Little Ones from Five to Twelve. In questa storia, Santa Claus fu associato per la prima volta alle renne.
|  |

Due anni dopo, sempre negli Stati Uniti, venne pubblicata in forma anonima nel numero del Troy Sentinel del 23 dicembre 1823 la poesia A Visit from St. Nicholas (conosciuta anche come Twas the Night Before Christmas o The Night Before Christmas): la poesia, comunemente attribuita a Clement Clark Moore (ma secondo alcuni opera di Henry Livingston Jr.), conteneva una descrizione di San Nicola come portatore di doni nella notte della vigilia di Natale. Grazie a questa poesia, la figura di San Nicola divenne popolare in tutto il territorio statunitense come portatore di doni nella notte della vigilia di Natale.
Un altro contributo allo sviluppo della figura di Santa Claus lo diede poi un illustratore statunitense di origine tedesca, Thomas Nast, che raffigurò un personaggio paffuto dai tratti bonari (come in A Visit of St. Nicholas), aggiungendovi altre caratteristiche quali la veste in pelliccia (tratto che ricavò dai suoi ricordi del Weihnachtsmann tedesco) e il libro mastro con cui il portatore di doni segna i nomi dei bambini buoni e cattivi e collocando il personaggio per la prima volta al Polo Nord. Le prime due illustrazioni del Santa Claus di Nast apparvero il 3 gennaio 1863 nel giornale Harper's Weekly, in piena guerra civile americana; ne seguiranno altre 31.
|  |

Celebre fu poi l'editoriale, noto come Sì, Virginia, Babbo Natale esiste (Yes, Virginia, there is a Santa Claus), scritto dal giornalista del New York Sun Francis Pharcellus Church il 21 settembre in risposta alla lettera di una bambina di otto anni, Virginia O'Hanlon, che aveva interrogato il giornale sull'esistenza di Santa Claus: l'editoriale venne in seguito pubblicato ogni anno fino al 1950 ed ispirò film e produzioni televisive.
(estratto da Yes, Virginia, There Is a Santa Claus)
Sempre negli Stati Uniti, la figura di Santa Claus assunse i caratteri definitivi nel 1931, grazie all'illustratore di origine svedese Haddon Sundblom, incaricato in quell'anno di inserire la figura del popolare portatore di doni in alcuni manifesti pubblicitari della Coca-Cola.
La scelta di puntare sul popolare portatore di doni da parte della ditta di Atlanta fu dovuta all'intento di conquistare la popolarità presso i più piccoli in seguito al divieto di pubblicizzare la bibite con immagini di bambini al di sotto dei 12 anni per il suo contenuto a base di caffeina. Per raffigurare Santa Claus, Sundblom prese a modello le fattezze di un vicino di casa, disegnando un omone in cappotto rosso; una delle sue celebri immagini pubblicitarie raffiguranti Santa Claus intento a bere Coca-Cola recitava "For sparkling holidays".
Un importante contributo alla diffusione della figura di Santa Claus come la conosciamo lo diede inoltre un altro illustratore statunitense, Norman Rockwell.
La figura di Santa Claus venne in seguito fatta conoscere in vari Paesi del mondo (tra cui il Giappone) dai soldati statunitensi nel corso della seconda guerra mondiale.
Infine, anche gli Stati Uniti hanno la loro dimora di Babbo Natale/Santa Claus, che si trova in Alaska.

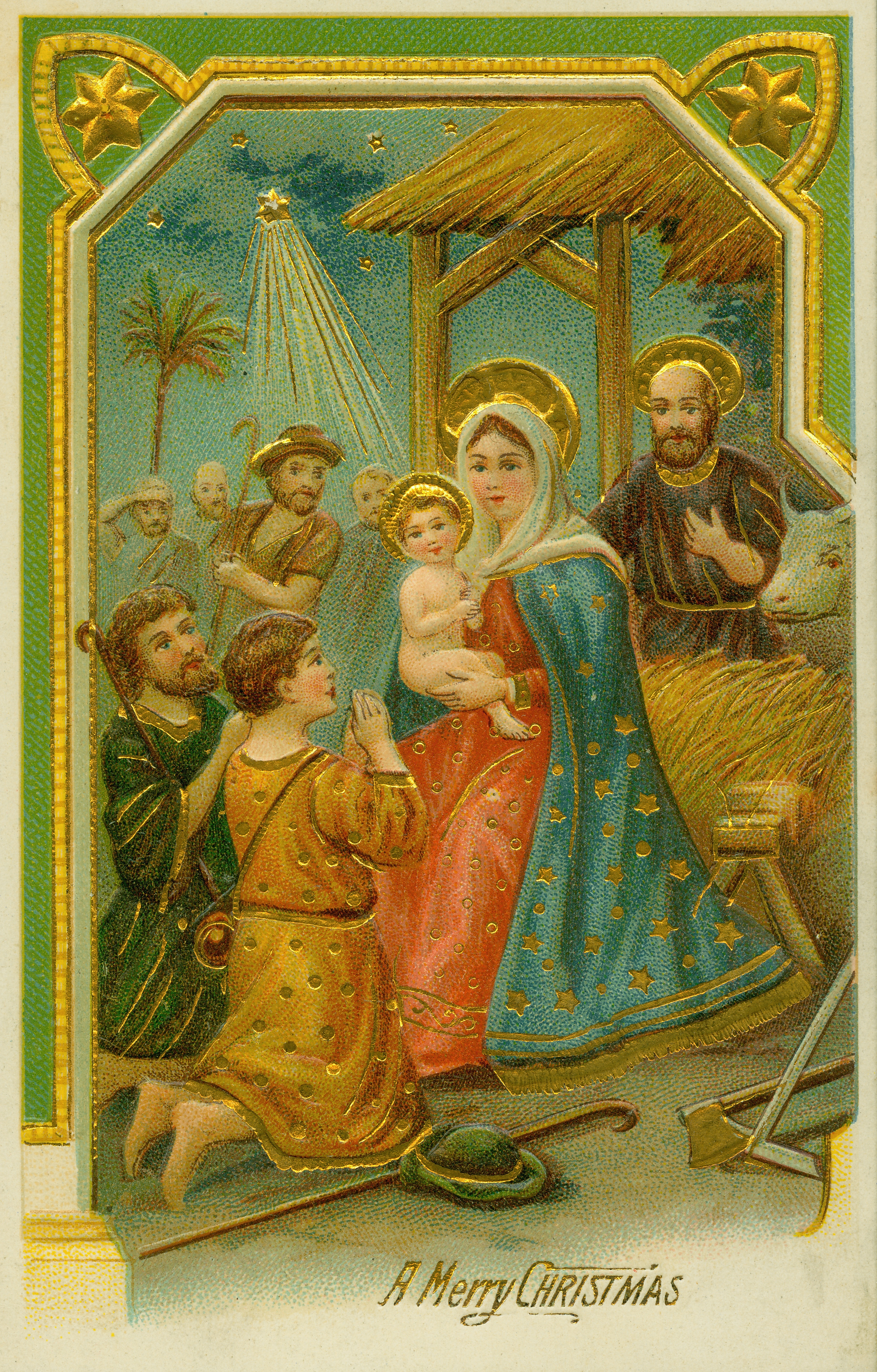
Una cartolina natalizia statunitense del 1910 ca.

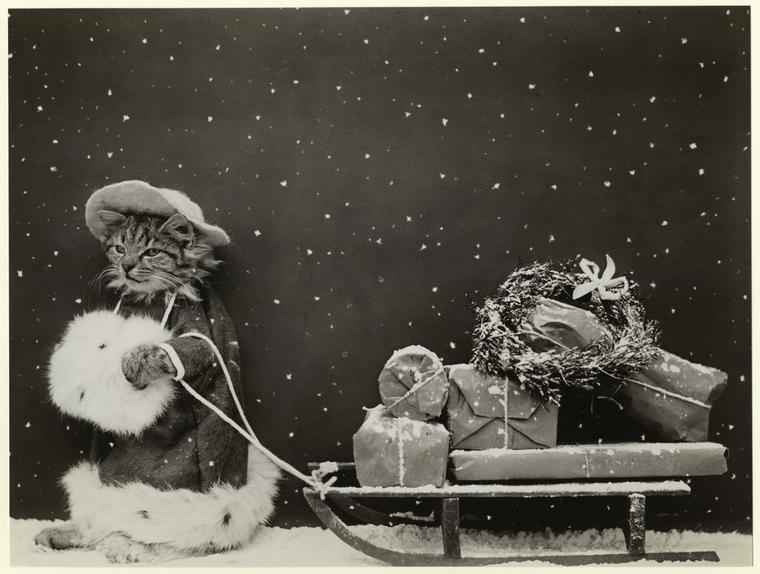
Una cartolina natalizia statunitense del 1914

#### Mrs. Claus
Ha avuto origine negli Stati Uniti anche l'idea che Babbo Natale avesse una moglie. Questo personaggio, noto come Mrs. Claus, venne menzionato in alcuni giornali statunitensi nella seconda metà del XIX secolo e conobbe la propria definitiva consacrazione grazie alla poesia di Katherine Lee Bates Goody Santa Claus on a Sleigh Ride, pubblicata nel 1889.

### La tradizione delle cartoline natalizie negli Stati Uniti d'America
Negli Stati Uniti, la tradizione delle cartoline natalizie si sviluppò a partire dalla metà del XIX secolo grazie a R. H. Pease.
L'usanza si diffuse però solo a partire dal 1875 grazie a Louis Prang, tipografo di Boston, definito il "padre della cartolina natalizia statunitense". Prang produsse delle cartoline piuttosto costose, che ben presto dovettero patire la concorrenza delle cartoline importate dalla Germania, che erano molto più economiche.
Nel 1957, il presidente Dwight Eisenhower inaugurò la tradizione delle cartoline natalizie presidenziali. Nel 1969 furono 	quindi inviate 39.000 cartoline presidenziali dalla famiglia del presidente Nixon e nel 1980 ne furono inviate 100.000 dalla famiglia del presidente Carter (che dovette ricorrere al reclutamento di volontari per garantire la spedizione).

### Altre tradizioni
Nel sud-est degli Stati Uniti, si hanno usanze simili al vicino Messico, quali le luminarias e le farolitas, consistenti in sacchetti riempiti di sabbia ed illuminati da candele.
A New Orleans, vengono invece accesi dei falò lungo il fiume Mississippi per tutta la durata della stagione natalizia.
A Filadelfia, ha luogo il 1º gennaio la sfilata dei mummers. Diffusa in Alaska è invece la tradizione dei cantori della Stella.
Si calcola poi che oltre 30 milioni di abitazioni negli Stati Uniti siano addobbate con luci di Natale.

## Gastronomia

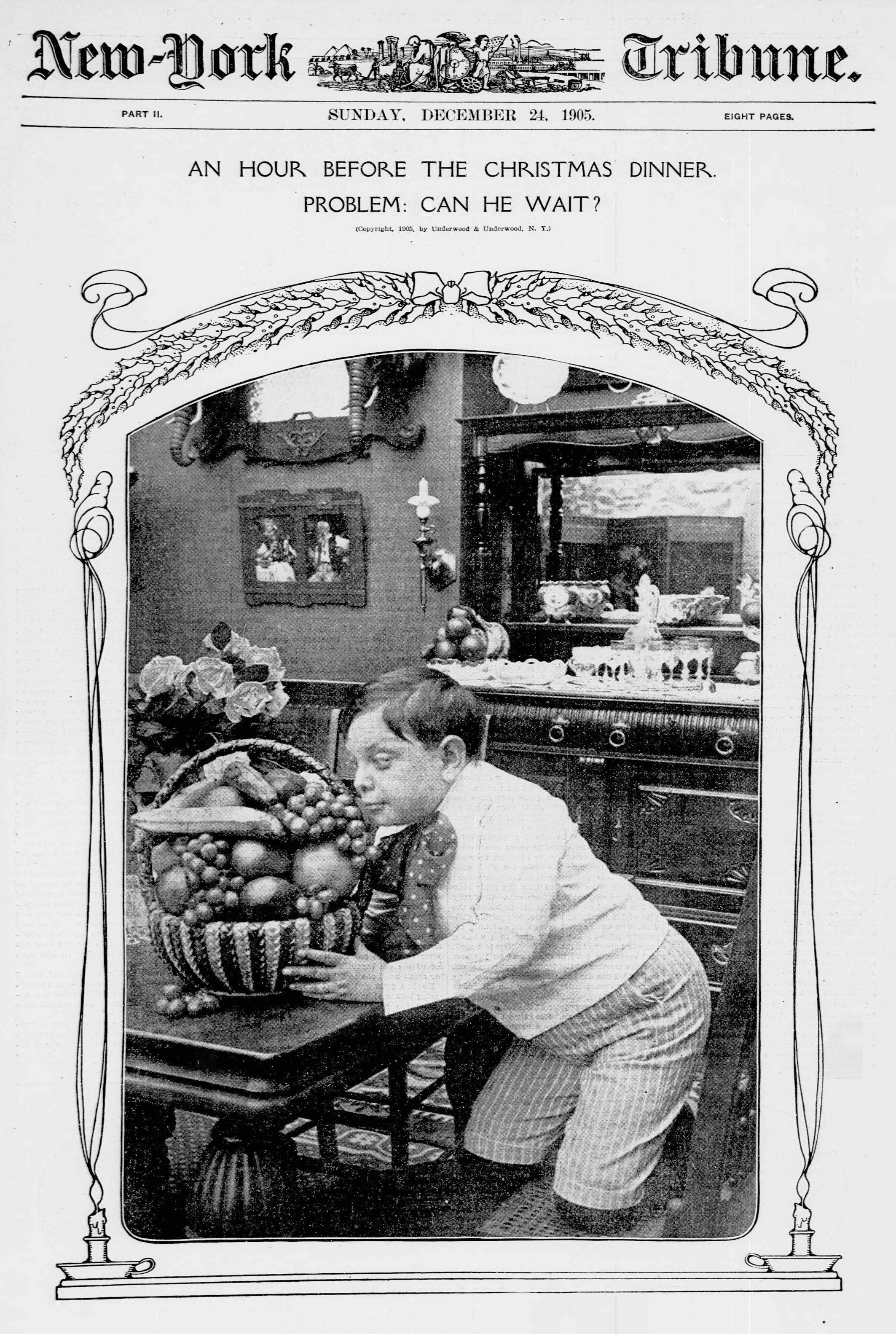
Raffigurazione della cena della Vigilia di Natale nel numero del New York Tribune uscito il 24 dicembre 1905

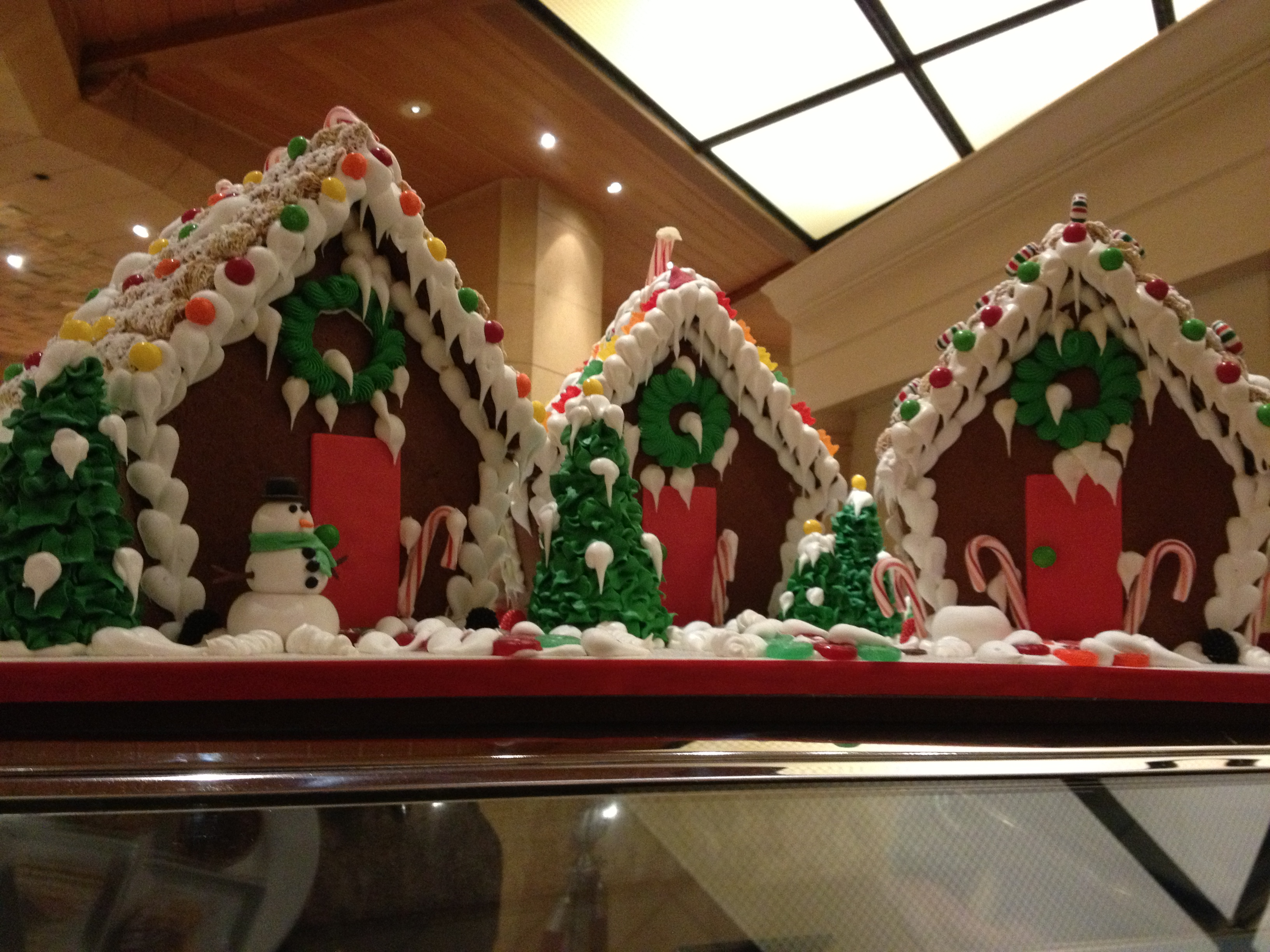
Casette di pan di zenzero a Las Vegas

Tra i principali piatti della tradizione negli Stati Uniti, vi è il tacchino, al quale, nelle famiglie originarie dell'Europa occidentale, viene abbinata una salsa di mirtilli.
Molto popolare è inoltre un'insalata di mare a base di sette tipi diversi di pesce.
Presso alcune comunità Amish, il 25 dicembre è considerato giorno di digiuno e penitenza e le tipiche pietanze del periodo (come il tacchino) vengono consumate il 26 dicembre.

### Dolciumi
Dolci tipici della stagione natalizia negli Stati Uniti sono il Christmas pudding e i mince pies, originari del Regno Unito.

### Bevande

#### Eggnog
Una delle bevande più popolari del periodo natalizio tra gli statunitensi è l'eggnog, una bevanda a base di latte, uova, liquore, noce moscata e altre spezie.
Questa bevanda giunse negli Stati Uniti dall'Inghilterra nel corso del XVIII secolo.
Negli Stati Uniti, la ricetta originale venne spesso modificata con l'aggiunta di rum al posto della birra.
La prima attestazione scritta sull'uso di questa bevande risale al 1775 e si deve a Jonathan Boucher, un filosofo ed ecclesiastico originario del Maryland. L'usanza dell'eggnog quale bevanda tipica del periodo natalizio negli Stati Uniti è in seguito attestata nel 1793 nella Virginia Chronicle, dove si parla di riunioni durante le festività a base di bevute nella residenza di Northhampton.
Tra coloro che apprezzavano l'eggnog, vi fu anche il primo presidente degli Stati Uniti George Washington, che propose anche una propria ricetta.

## Musica natalizia

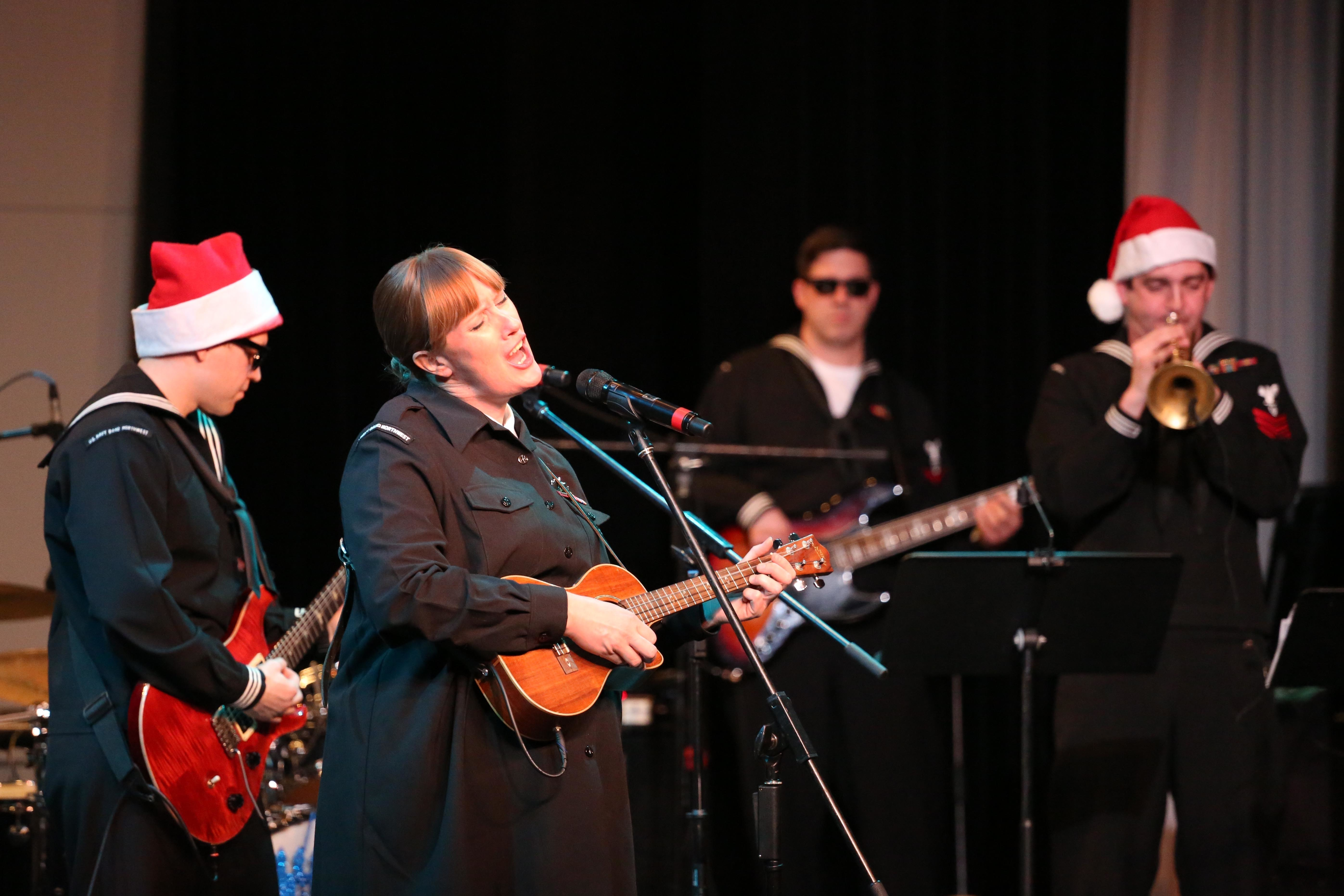
Soldati della marina militare statunitense intenti ad eseguire canzoni natalizie

Provengono dagli Stati Uniti numerose canzoni natalizie diventate degli standard musicali, alcune delle quali (come Jingle Bells e White Christmas) sono tra le più famose di tutti i tempi.
Le origini della musica natalizia negli Stati Uniti risalgono al XVII-XVIII secolo, quando veniva intonata dai primi coloni nel corso di varie usanze tipiche della stagione come il mumming.
Vari inni sacri sulla Natività furono poi composti nel corso del XVIII secolo dal compositore di Boston William Billings.
In seguito, nel corso del XIX secolo, furono composti negli Stati Uniti inni religiosi celebri quali Away in a Manger, The Birthday of a King, It Came Upon the Midnight Clear, I Wonder as I Wander, O Little Town of Bethlehem, ecc., oltre a canzoni "laiche" quali Jingle Bells e Up on the Housetop.
Molto prolifico fu poi il periodo tra gli anni trenta e gli anni sessanta del XX secolo, in cui negli Stati Uniti si assistette ad una vasta produzione di standard natalizi. Alcuni di questi brani vennero resi famosi grazie alle produzioni hollywoodiane, oltre alle interpretazioni di artisti famosi quali Louis Armstrong, Nat King Cole, Perry Como, Bing Crosby, Dean Martin, Elvis Presley e Frank Sinatra.
In particolare, agli inizi degli anni quaranta, nacque negli Uniti la canzone natalizia di maggiore successo di tutti i tempi, ovvero White Christmas, canzone scritta da Irving Berlin ed interpretata originariamente da Bing Crosby nel film La taverna dell'allegria (Holiday Inn). Il brano vanta oltre 500 versioni ed è stato adattato in 25 lingue.
I due anni successivi videro poi la registrazione di due altri standard natalizi, ovvero I'll Be Home for Christmas, incisa sempre da Bing Crosby, e Have Yourself a Merry Little Christmas, eseguita per la prima volta da Judy Garland nel film Incontriamoci a Saint Louis.
Il tema del Natale fu in seguito anche utilizzato a scopo di protesta contro la guerra: un esempio famoso è il brano Happy Xmas (War Is Over), inciso nel 1971 John Lennon e Yoko Ono per protestare contro la guerra in Vietnam.
L'album natalizio di maggiore successo negli Stati Uniti fu Elvis' Christmas Album di Elvis Presley, con 10 milioni di copie vendute, seguito da Miracles: The Christmas Album di Kenny G del 1994 con quasi 7 milioni e mezzo di copie vendute.

### Canzoni natalizie tradizionali originarie degli Stati Uniti

#### Canti natalizi religiosi
- Away in a Manger, scritto nel 1887 da James R. Murray, come adattamento di un cnato apparso in una raccolta di inni luterani del 1885[63]
- The Birthday of a King, scritto intorno al 1890 da William Harold Neidlinger[64][65]
- Go Tell It on the Mountain, scritto nel 1907 da John Wesley Work Jr.[66]
- I Heard the Bells on Christmas Day, canto basato sulla poesia  Christmas Bells scritta nel 1863 da Henry Wadsworth Longfellow e messa in musica nel 1887 da John Baptiste Calkine[67]
- It Came Upon the Midnight Clear, il cui testo è stato scritto nel 1859 da Edmund Hamilton Sears e la cui melodia proviene da un brano di Richard Storrs Willis[68]
- I Wonder as I Wander, il cui testo è stato adattato nel 1933 da John Jacob Niles e la cui melodia proviene da quella di un canto popolare della Carolina del Nord[69][70]
- O Little Town of Bethlehem, scritto nel 1868 da Phillips Brooks[71]
- Rise Up, Shepherd, and Follow, scritto nel 1867 con il titolo di A Christmas Plantation Song[72]
- We Three King, scritto nel 1857 da John Henry Hopkins Jr.[73]

#### Canzoni natalizie tradizionali di carattere laico
- Jingle Bells, scritto nel 1857 da James L. Pierpoint[74]
- Up on the Housetop, scritta intorno al 1864 da Benjamin R. Hamby[75]

### Standard musicali natalizi e brani natalizi non tradizionali pubblicati negli Stati Uniti

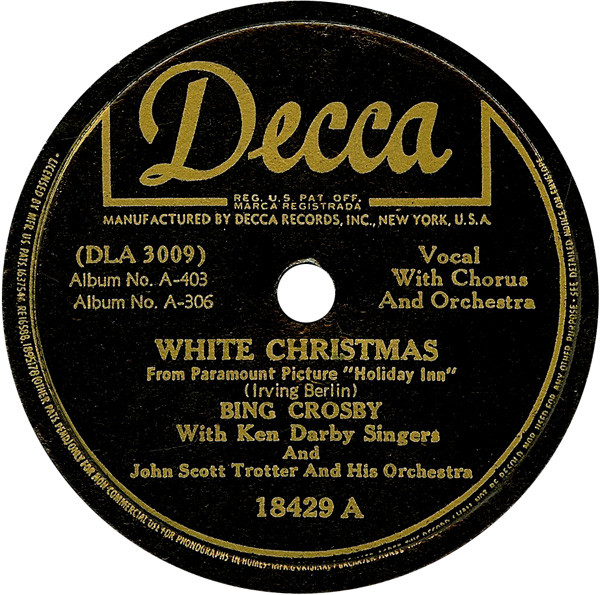
Il disco di White Christmas inciso da Bing Crosby nel 1942

- All Alone on Christmas, incisa nel 1992 da Darlene Love[76]
- All I Want for Christmas (Is My Two Front Teeth), scritta da Donald Yetter Gardner ed incisa originariamente nel 1947 da Spike Jones con i City Slickers[77]
- All I Want for Christmas Is You, canzone incisa nel 1994 da Mariah Carey[78]
- Baby, It's Cold Outside, canzone scritta da Frank Loesser ed eseguita originariamente nel 1949 da Ricardo Montalbán ed Esther Williams[79]
- Blue Christmas, canzone scritta da Billy Hayes e Jay Johnson ed incisa originariamente nel 1948 da Doye O'Dell e portata al successo da Elvis Presley del 1957[80][81]
- The Chipmunk Song (Christmas Don't Be Late), canzone scritta da Ross Bagdasarian ws incisa originariamente nel 1958 da Alvin and the Chipmunks[82]
- Buon Natale (Means Merry Christmas to You), canzone scritta da Frank Linale e Bob Saffer[83]
- Christmas (Baby Please Come Home), canzone scritta da Jeff Barry, Ellie Greenwich e Phil Spector ed incisa originariamente nel 1963 da Darlene Love[84][85]
- Christmas Day, canzone incisa dai Beach Boys nel 1964[86]
- Christmas for Cowboys, canzone incisa nel 1975 da John Denver[87][88]
- Christmas in My Heart, canzone incisa nel 1985 da Ray Charles[89]
- Christmas in New Orleans, canzone scritta da Joseph Van Winkle e da Richard Sherman ed incisa originariamente nel 1955 da Louis Armstrong con The All Stars[90]
- The Christmas Song, canzone scritta da Robert Wells e Mel Tormé nel 1946 da The King Cole Trio[91][92]
- Christmas Time, canzone incisa nel 2000 da Christina Aguilera[93]
- The Christmas Waltz, scritto da Sammy Cahn e Jule Styne ed inciso originariamente nel 1954 da Frank Sinatra[94]
- Christmas, Why Can't I Find You? , canzone scritta da Mariah Carey, James Horner e Will Jennings ed eseguita originariamente da Taylor Momsen nel film Il Grinch del 2000 e poi incisa nello stesso anno su singolo con il titolo Where Are You Christmas? da Faith Hill[95]
- Do You Hear What I Hear?, canzone scritta da Noël Regney e da Gloria Shayne Baker ed incisa originariamente nel 1962 dalla Harry Simeone Chorale[96][97]
- Frosty the Snowman, canzone scritta da Steve Nelsone e Jack Rollins ed incisa originariamente nel 1950 da Gene Autry con The Cass County Boys[98]
- Grandma Got Run Over by a Reindeer, canzone scritta da Randy Brooks ed incisa originariamente nel 1979 da Elmo & Patsy[99][100]
- Give Love on Christmas Day, canzone scritta da Berry Gordy, Deke Richards, Fonce Mizell e Freddie Perren ed incisa originariamente nel 1970 dai Jackson 5[101]
- Happy Xmas (War Is Over), incisa nel 1971 da John Lennon e Yōko Ono[60][61]
- Have Yourself a Merry Little Christmas, scritto nel 1943 da Hugh Martin e da Ralph Blane ed interpretato originariamente da Judy Garland[102][103]
- Here Comes Santa Claus (Right Down Santa Claus Lane), portato al successo nel 1947 da Gene Autry[104]
- A Holly Jolly Christmas, canzone portata al successo nel 1964 da Burl Ives[105]
- I'll Be Home for Christmas, canzone scritta da Kim Gannon, Walter Kent, Buck Ram ed incisa originariamente nel 1943 da Bing Crosby[106]
- It's Beginning to Look a Lot Like Christmas, canzone scritta nel 1951 da Meredith Willson[69]
- I Saw Mommy Kissing Santa Claus, canzone scritta da Tommy Connor ed incisa originariamente nel 1952 da Jimmy Boyd e Norman Luboff[107]
- It's the Most Wonderful Time of the Year, canzone scritta da Eddie Pola e George Wyle ed incisa originariamente nel 1953 da Andy Williams[108]
- Jingle Bell Rock, canzone scritta da Joe Beal e Jim Boothe ed incisa originariamente nel 1957 da Bobby Helms[31][109]
- Let It Snow! Let It Snow! Let It Snow!, canzone scritta da Sammy Cahn e Jule Styne ed incisa originariamente nel 1945 da Vaughn Monroe e la sua orchestra[110]
- Little Drummer Boy, canzone scritta da Katherine Davis (con il titolo Carol of the Drum) ed incisa originariamente nel 1951 da The Trapp Family Singers[111]
- Little Saint Nick, canzone scritta da Mike Love e Brian Wilson ed incisa originariamente nel 1963 dai Beach Boys
- Marshmallow World, canzone scritta da Carl Sigman e Peter De Rose ed incisa originariamente nel 1950 da Bing Crosby con i Lee Gordon Singers e Sonny Burke e la sua orchestra[112]
- Mele Kalikimaka, canzone scritta da R. Alex Anderson ed incisa originariamente nel 1950 da Bing Crosby e le Andrew Sisters con l'orchestra di Vic Schoen[5][113]
- Merry Christmas Baby, canzone scritta da Lou Baxter, Johnny Moore ed incisa originariamente nel 1947 dai Johnny Moore's Three Blazers[114]
- Merry Christmas Baby, canzone incisa nel 1964 dai Beach Boys[115]
- Must Be Santa, canzone scritta da Bill Fredericks e Hal Moore come adattamento del canto tradizionale in lingua tedesca Schnitzelbank ed incisa originariamente nel 1960 da Mitch Miller e The Gang[116]
- My Only Wish (This Year), canzone incisa da Britney Spears nel 2000[117]
- Nuttin' for Christmas, canzone scritta da Roy C. Bennett e Sid Tepper ed incisa originariamente nel 1955 da Art Mooney e la sua orchestra con Barry Gordon[118]
- One Wish, canzone incisa da Freddie Jackson nel 1994 e di cui è stata incisa una cover da Whitney Houston (con il titolo One Wish (for Christmas)) nel 2003[119]
- Please Come Home for Christmas, canzone scritta da Charles Brown e da Gene Redd Jr. ed incisa originariamente dallo stesso Charles Brown nel 1960[120]
- Rockin' Around the Christmas Tree, canzone scritta da Johnny Marks ed incisa originariamente nel 1958 da Brenda Lee[121]
- Rudolph the Red-Nosed Reindeer, canzone scritta da Johny Marks ed incisa originariamente nel 1949 da Gene Autry con The Pinafores[122][123][124]
- Santa Baby, canzone scritta da Joan Javits, Phil Springer, Tony Springer ed incisa originariamente nel 1953 da Eartha Kitt con Henri René e la sua orchestra[125]
- Santa Claus Is Coming to Town, canzone scritta nel 1932 da Haven Gilespie e Fred Coots[126]
- Santa Tell Me, canzone incisa da Ariana Grande nel 2014[127]
- Silver Bells, canzone scritta da Ray Evans e Jay Livingston, che è stata registrata originariamente nel luglio 1950 da Bob Hope e Marilyn Maxwell e pubblicata su disco nell'ottobre 1950 da Bing Crosby e Carol Richards[128]
- Sleep Well, Little Children, canzone scritta nel 1956 da Alan Bergman e Leon Klatzkin[129]
- Sleigh Ride, canzone scritta da Leroy Anderson (melodia) e da Mitchell Parrish ed incisa originariamente nella versione strumentale nel 1948 dalla Boston Pops Orchestra e nella versione cantata nel 1950 dalle Andrew Sisters[130]
- (There's No Place Like) Home for the Holidays, canzone scritta da Robert Allen ed Al Stillman ed incisa originariamente nel 1954 da Perry Como con l'orchestra di Mitch Ayres[131]
- What Christmas Means to Me, canzone scritta da Anna Gaye, George Gordy ed Allen Story ed incisa nel 1967 da Stevie Wonder (molto nota è la versione di Paul Young del 1992[132]
- When Christmas Comes, canzone incisa nel 2011 da Mariah Carey e John Legend[133]
- White Christmas, canzone scritta da Irving Berlin e portata al successo nel 1942 da Bing Crosby[56][57][58][59]
- Winter Wonderland, canzone scritta da Dirk Smith (testo) e Felix Bernard (musica) ed incisa originariamente nel 1934 da Richard Himber e la sua orchestra[134]
- 'Zat You, Santa Claus?, canzone scritta da Jack Fox ed incisa originariamente nel 1953 da Louis Armstrong e The Commanders[135]

### Adattamenti di brani natalizi di altri Paesi
- Carol of the Bells, adattamento del 1936 di Peter Wilhousky del brano Ščedryk di Mykola Leontovyč (composto nel 1916)[136][137]
- Ring, Christmas Bells, il cui testo è stato scritto nel 1946 da Minna Louise Hohman sulla melodia di Ščedryk di Mykola Leontovyč[138]

## Il Natale nella cultura di massa degli Stati Uniti

### Cinema
Proviene dagli Stati Uniti quello che è considerato il primo film a tema natalizio della storia (o comunque il primo film su Santa Claus): si tratta del cortometraggio Santa Claus Filling Stockings, prodotto nel 1897 dalla America Mutoscope e diretto da George Albert Smith.
Tra i film statunitensi più celebri e di maggiore successo a tema natalizio o ambientati nel periodo natalizio, figurano poi: La vita è meravigliosa (It's a Wonderful Life; film del 1946 diretto da Frank Capra), Il miracolo della 34ª strada (Miracle on 34th Street; film del 1947 diretto da George Seaton) (del quale nel 1994 è stato girato il remake diretto da Les Mayfield e con protagonista Richard Attenborough Miracolo nella 34ª strada), Bianco Natale (White Christmas), diretto da Michael Curtiz e con protagonisti Bing Crosby, Danny Kaye, Rosemary Clooney (1954), Una poltrona per due (Trading Places; film del 1983 diretto John Landis e con protagonisti Dan Aykroyd, Eddie Murphy, Jamie Lee Curtis, Ralph Bellamy, Don Ameche e Denholm Elliott), Gremlins (film del 1984 diretto da Joe Dante e prodotto da Steven Spielberg), Mamma, ho perso l'aereo (Home Alone; film del 1990 diretto da John Hughes e con protagonista Macaulay Culkin) e il suo sequel Mamma, ho riperso l'aereo: mi sono smarrito a New York (Home Alone 2: Lost in New York; film del 1992 diretto da Chris Columbus e che ha sempre con protagonisti Macaulay Culkin, Daniel Stern e Joe Pesci), Tim Burton's Nightmare Before Christmas (film del 1993 diretto da Henry Selick), Santa Clause (film del 1994 diretto da John Pasquin) e il suo sequel Che fine ha fatto Santa Clause? ( The Santa Clause 2; film del 2002 diretto da Michael Lembeck) e, Il Grinch (Dr. Seuss' How the Grinch Stole Christmas; film del 2000 diretto da Don Howard e con protagonista Jim Carey),Elf - Un elfo di nome Buddy (Elf; film del 2003 diretto da Jon Favreau e con protagonista Will Ferrell), Polar Express (The Polar Express; film del 2004 diretto da Robert Zemeckis), ecc. Esiste, inoltre, un flashback proprio durante il giorno di Natale nel film Greenland (Film catastrofico del 2020 diretto da Ric Roman Waugh).
Il periodo natalizio ha anche ispirato anche dei film horror. Tra questi, figura il ciclo inaugurato nel 1984 con Natale di sangue (Silent Night, Deadly Night), diretto da Charles E. Sellier Jr.

### Televisione

#### NORAD Tracks Santa
Dal 1955 viene trasmesso annualmente il programma televisivo NORAD Tracks Santa, organizzato dal NORAD e nato dall'idea di un negozio di Colorado Springs.

### Personaggi di fantasia

#### Rudolph, la renna dal naso rosso
Tra i personaggi letterari originari degli Stati Uniti, vi è Rudolph la renna dal naso rosso, creato nel 1939 da Robert L. May, che scrisse una breve storia per bambini per pubblicizzare i grandi magazzini Montgomery Ward di Chicago.
Rudolph viene descritto come una renna sola senza amici, alla quale un giorno viene richiesto l'aiuto di Babbo Natale/Santa Claus.
La storia di Rudolph ha ispirato in seguito una canzone natalizia (scritta da Johnny Marks), film e produzioni televisive.

#### Grinch

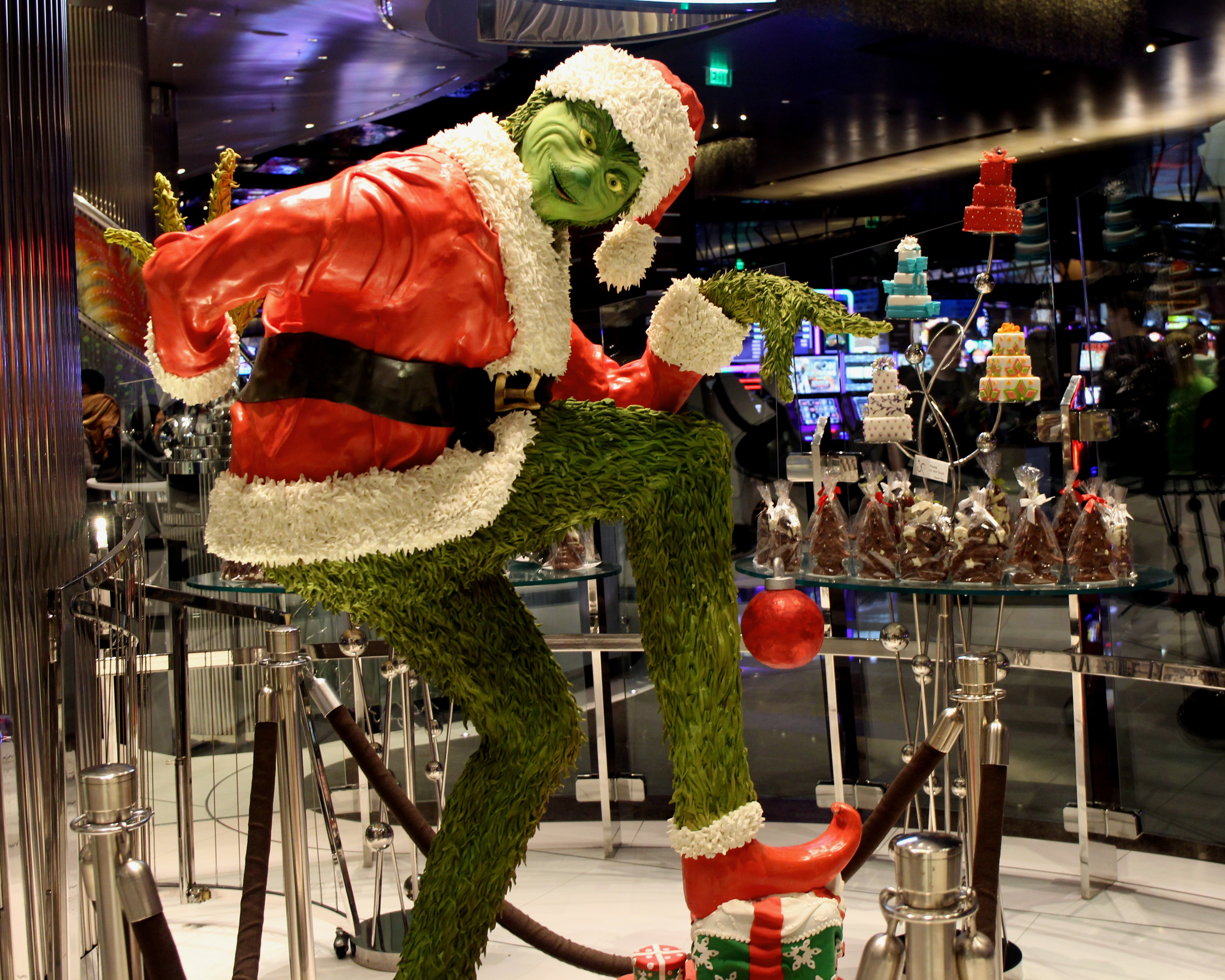
Pupazzo raffigurante il grinch in una pasticceria di Las Vegas

Altro personaggio di fantasia nato da scrittori statunitensi è il Grinch, creato da Dr. Seuss alias Theodor Seuss Geisel (1904-1991) ed apparso nel racconto Il Grinch (How the Grinch Stole Christmas! ), pubblicato per la prima volta nel 1957.
Il termine grinch è in seguito entrato nel linguaggio corrente per indicare una persona che disprezza il Natale.

## Il Natale negli Stati Uniti nella cultura di massa di altri Paesi

### Italia
Sono ambientati negli Stati Uniti i film natalizi italiani Vacanze di Natale '95 (1995), Natale a Miami (2005), Natale a New York (2006), e Natale a Beverly Hills (2009), tutti diretti da Neri Parenti e tutti con protagonista Christian De Sica (nei primi due in coppia con Massimo Boldi).
Un film natalizio statunitense diventato "cult" in Italia è invece Una poltrona per due, trasmesso ininterrottamente dal 1997 dalla reti Mediaset (in particolare da Italia 1) durante il periodo natalizio (solitamente la Vigilia di Natale).

## Aspetti socio-economici

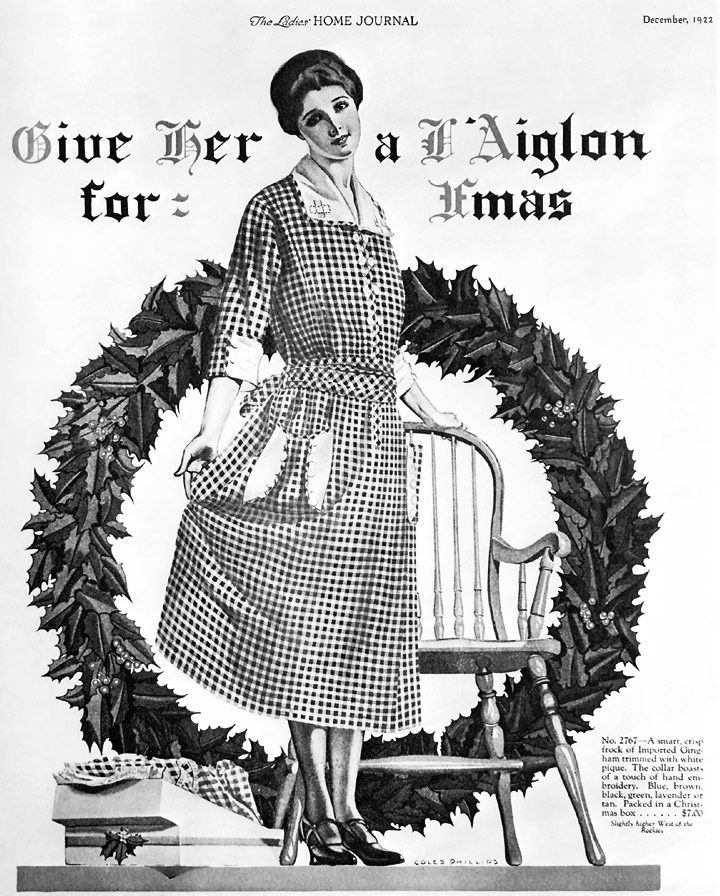
Una pubblicità natalizia degli anni venti del XX secolo

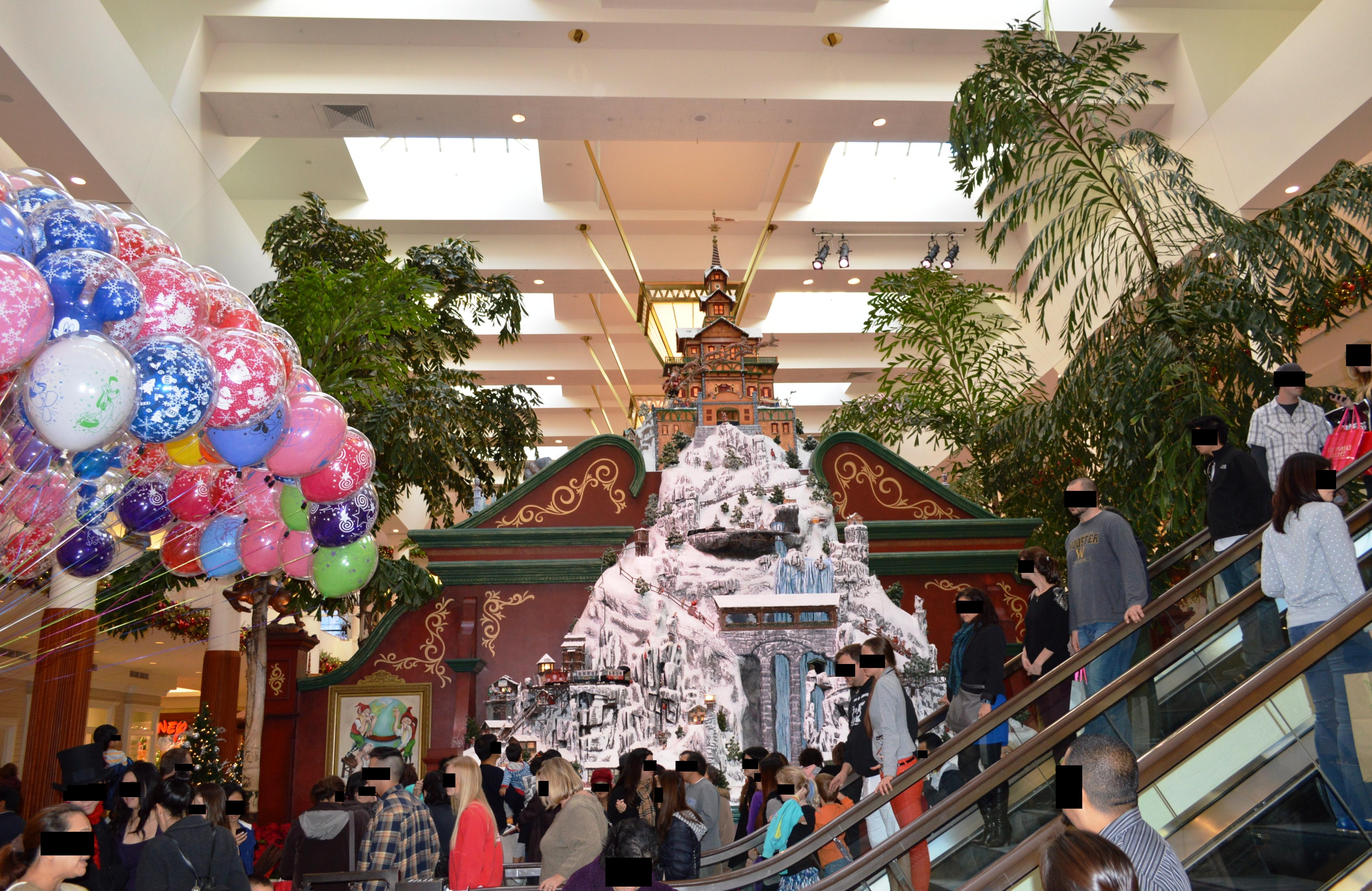
Il centro commerciale South Coast Plaza a Costa Meza (California)

Durante le festività natalizie si assiste ad un aumento nel giro d'affari per la vendita al dettaglio, che nel 2013 ammontò a circa 3 trilioni di dollari. Ciò ha naturalmente prodotto anche un aumento dell'occupazione nel settore, che nel 2013 ammontava 768 persone in più rispetto agli altri periodi dell'anno.
Negli Stati del New England, ovvero Connecticut, Maine, Massachusetts, New Hampshire, Rhode Island e Vermont sono stati creati dei negozi appositi dediti esclusivamente alla vendita di articoli natalizi chiamati Christmas shops ("negozi natalizi").
A Frankemouth, nel Michigan si trova poi il Bronner's Christmas Wonderland, creato nel 1977 e che in un'area di 2,2 acri espone 300 alberi di Natale, 700 statuette e 100.000 luminarie. Il più grande negozio di oggettistica natalizia di New York è invece la House of Holidays, situata nell'Ozone Park.
A Medina si trova poi il Castle Noel, il più grande parco di divertimenti a tema natalizio degli Stati Uniti, creato da Mark Claus.
Oltre agli aspetti consumistici, vi sono però anche quelli caritatevoli: tra le più importanti iniziative, figura quella dell'Esercito della Salvezza, che dal 1901 allestisce a New York un pranzo per i poveri.

## Galleria d'immagini

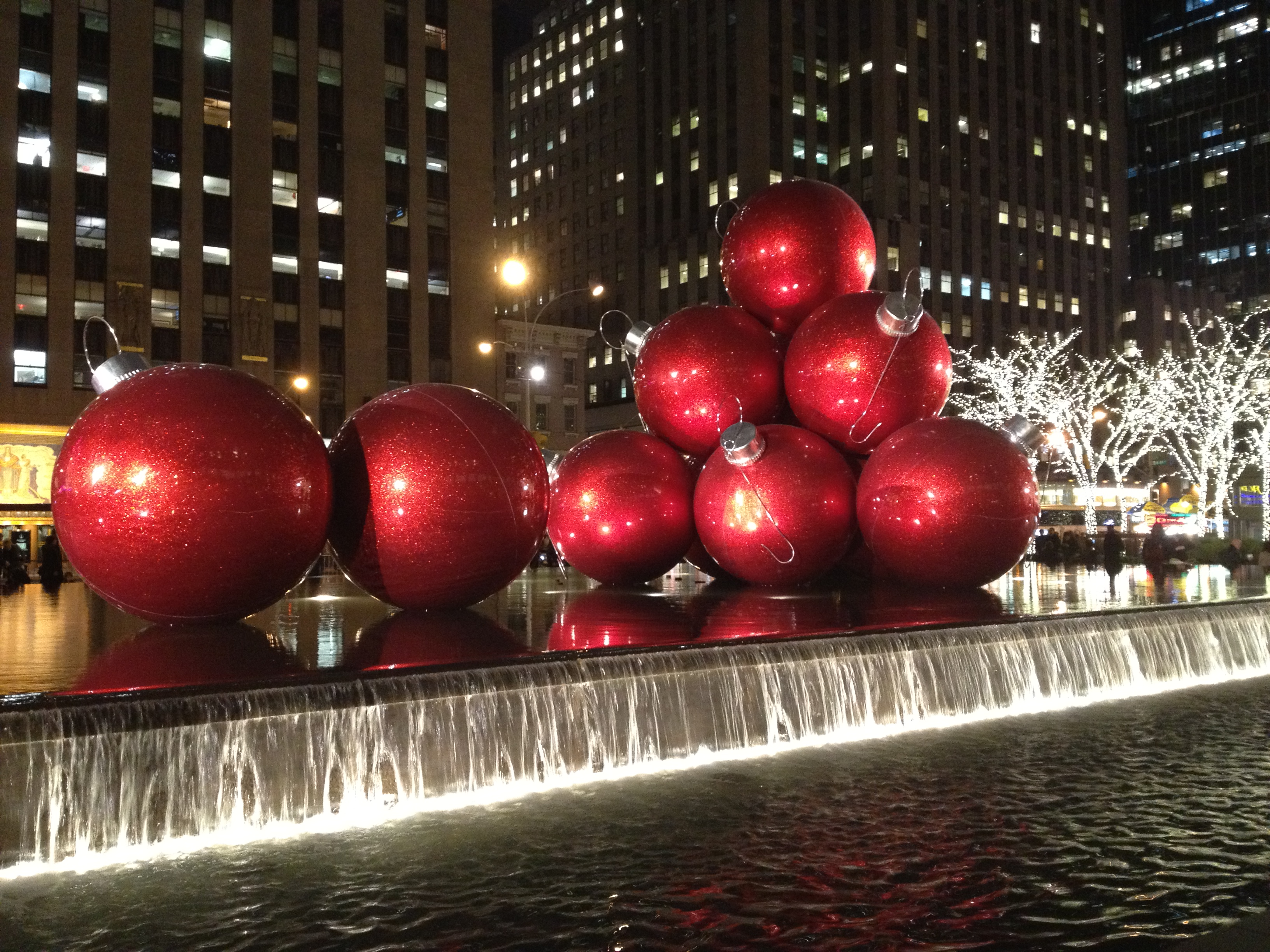
Decorazioni natalizie al Rockfeller Center di New York
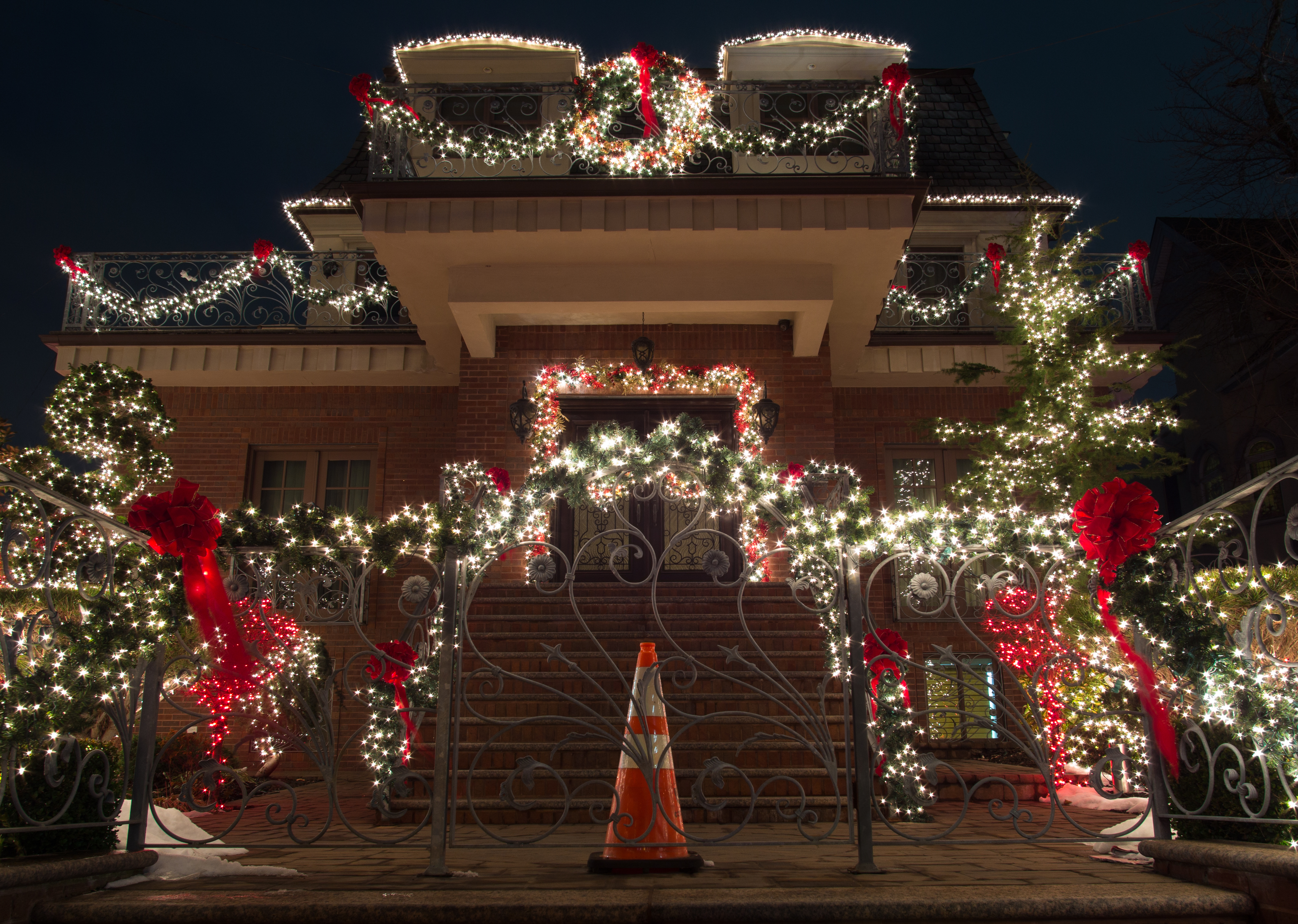
Luci e decorazioni natalizie a Brooklyn (New York)
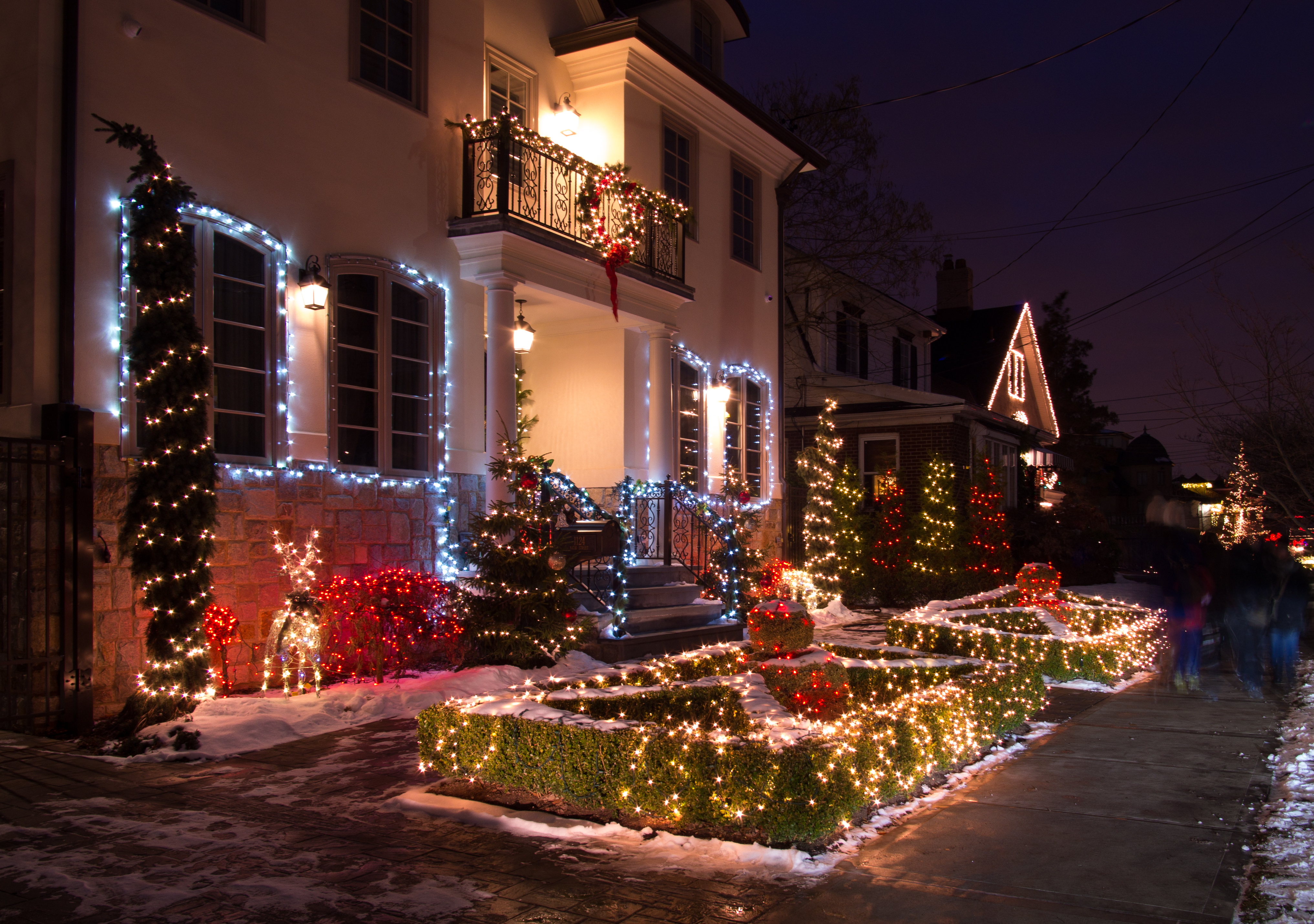
Luci e decorazioni natalizie a Brooklyn (New York)
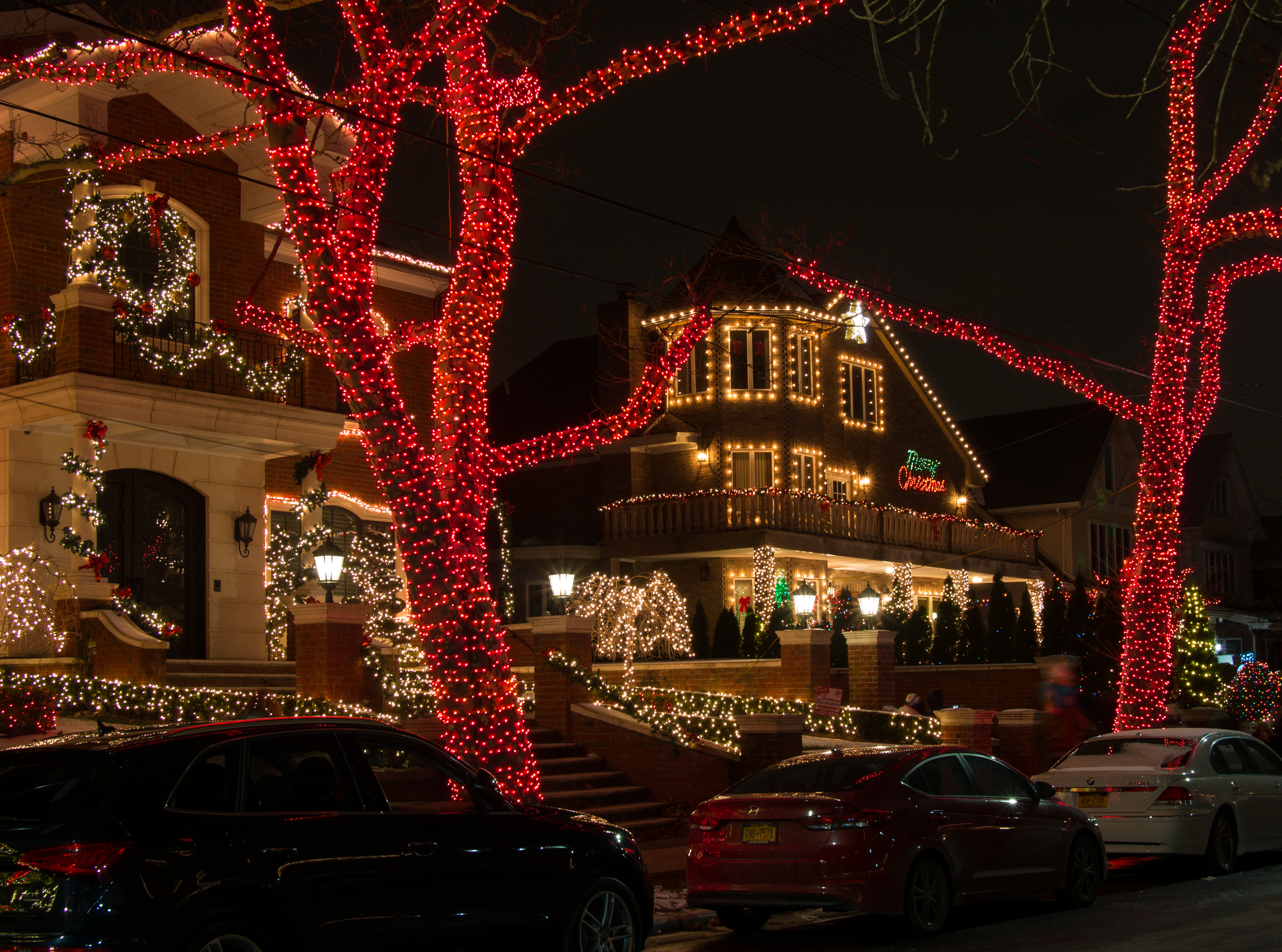
Luci e decorazioni natalizie a Brooklyn (New York)

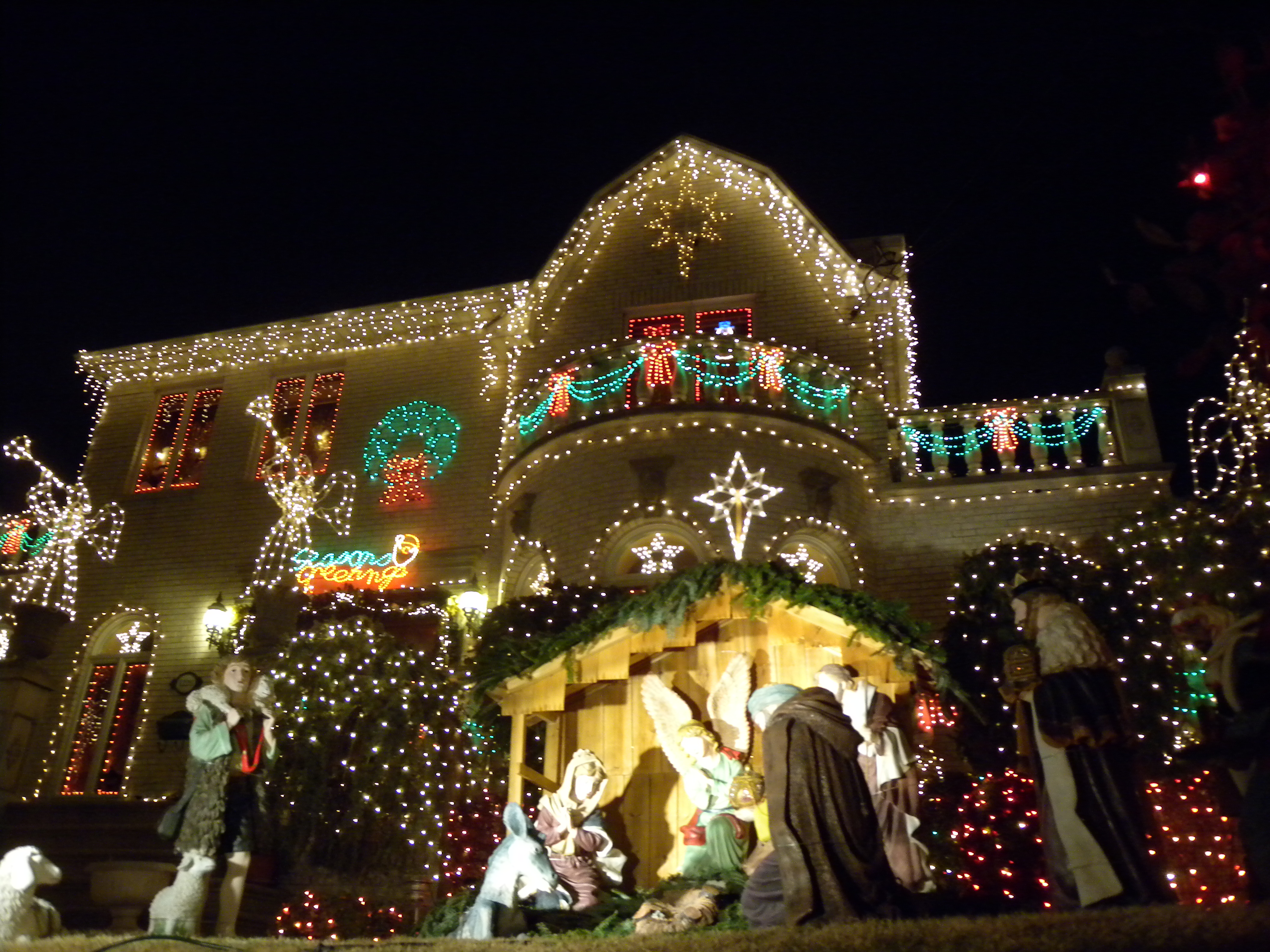
Luci e decorazioni natalizie a Brooklyn (New York)
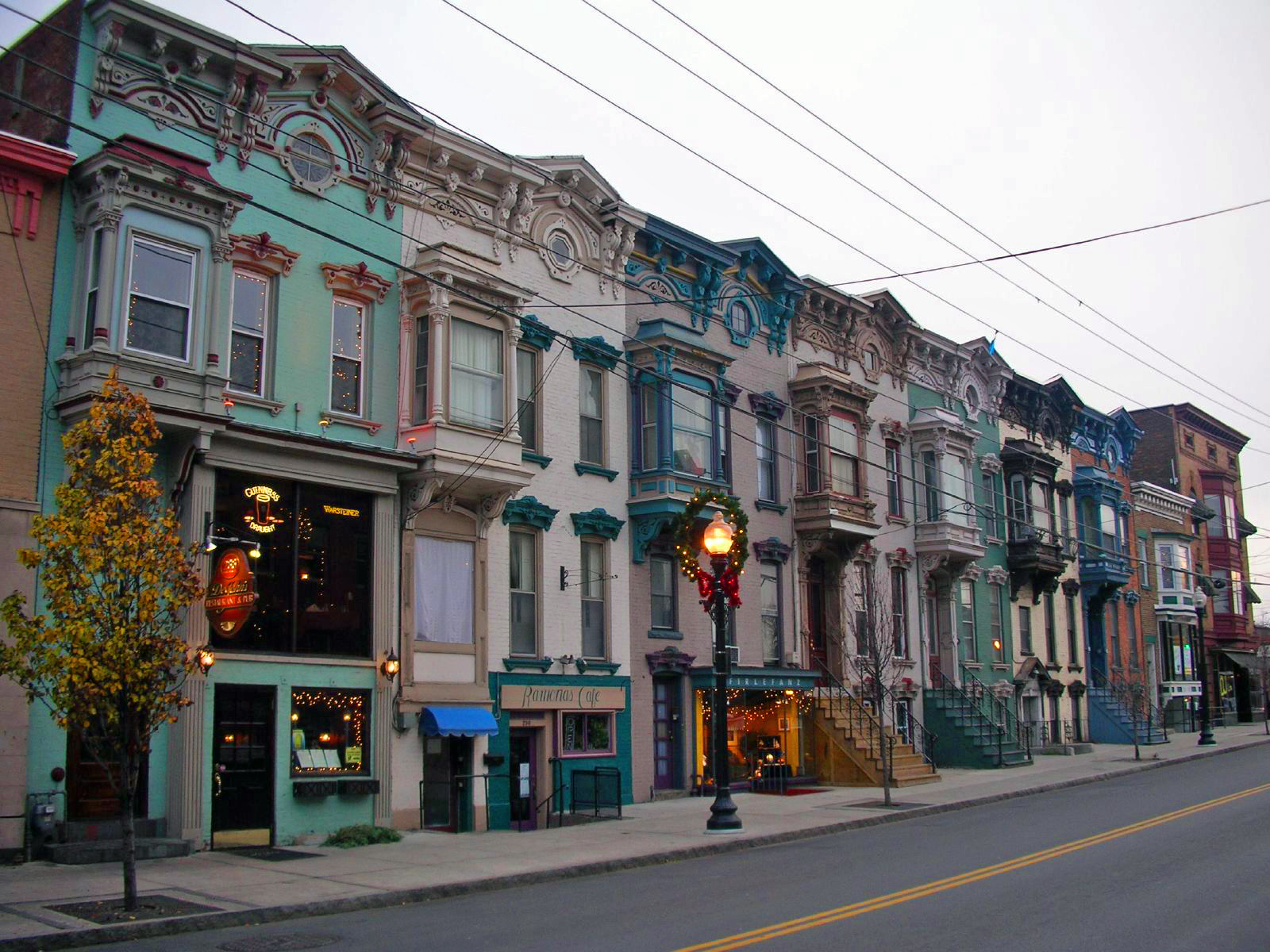
Decorazioni natalizie ad Albany
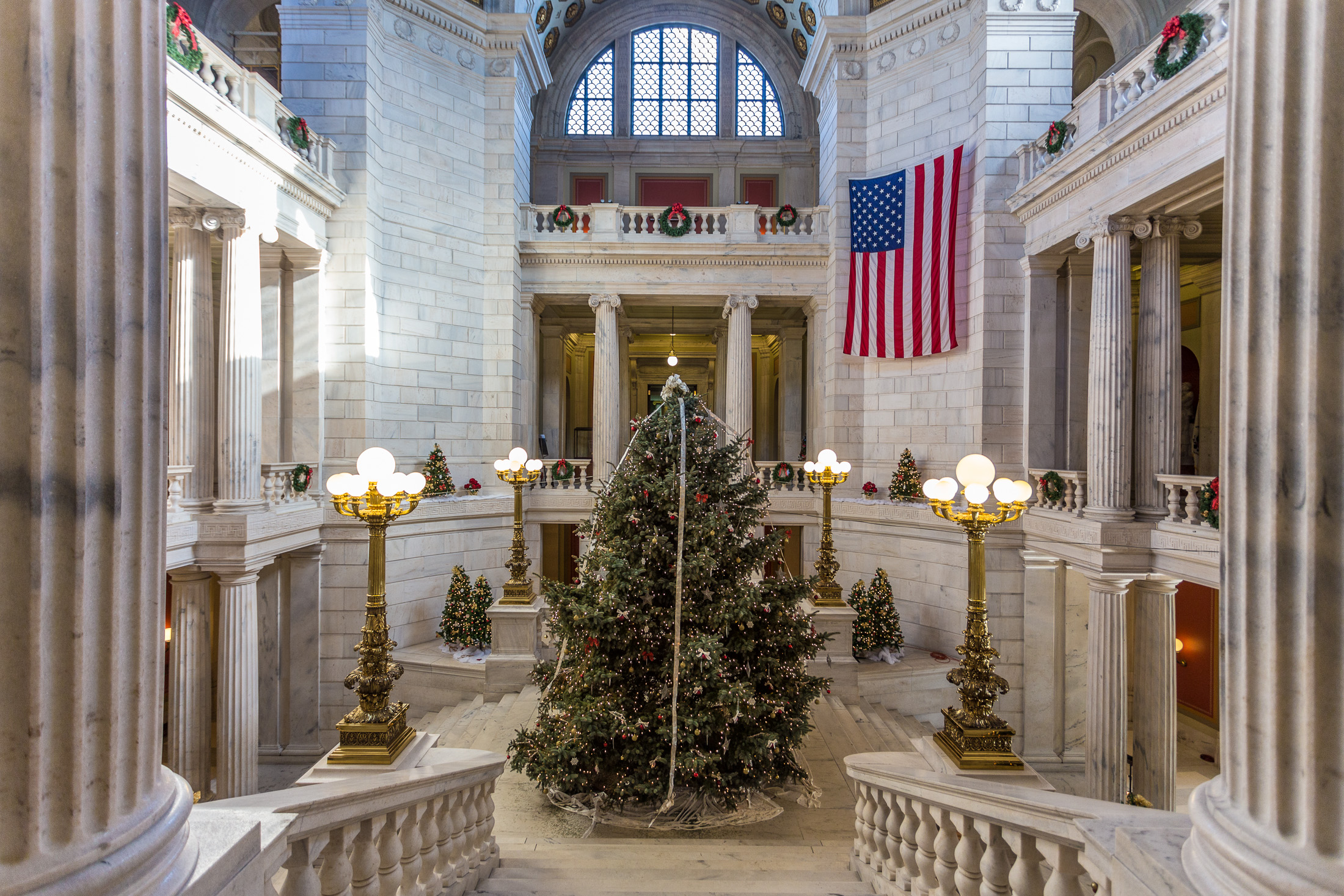
Albero di Natale nella Rhode Island State House
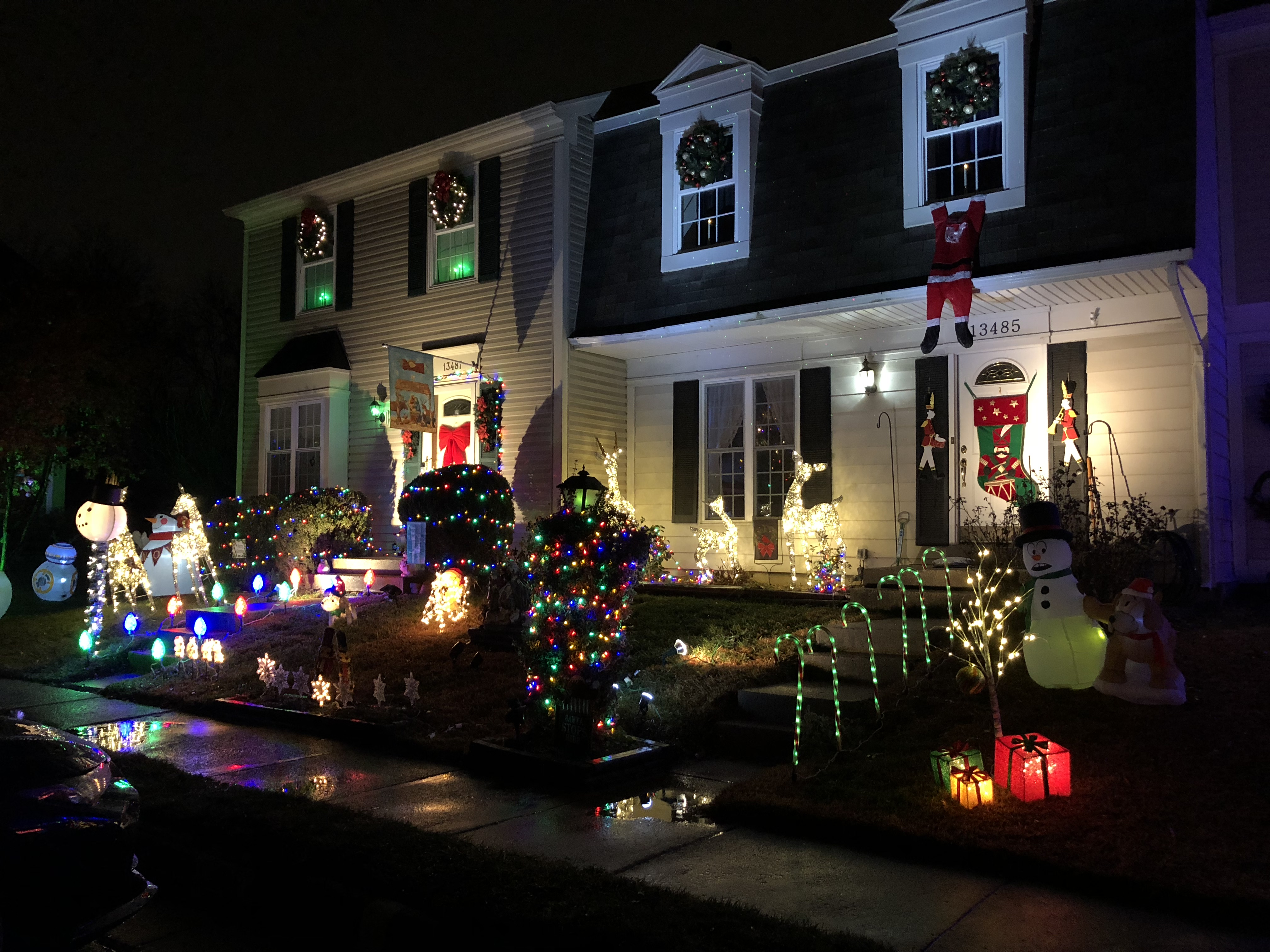
Decorazioni natalizie in Virginia

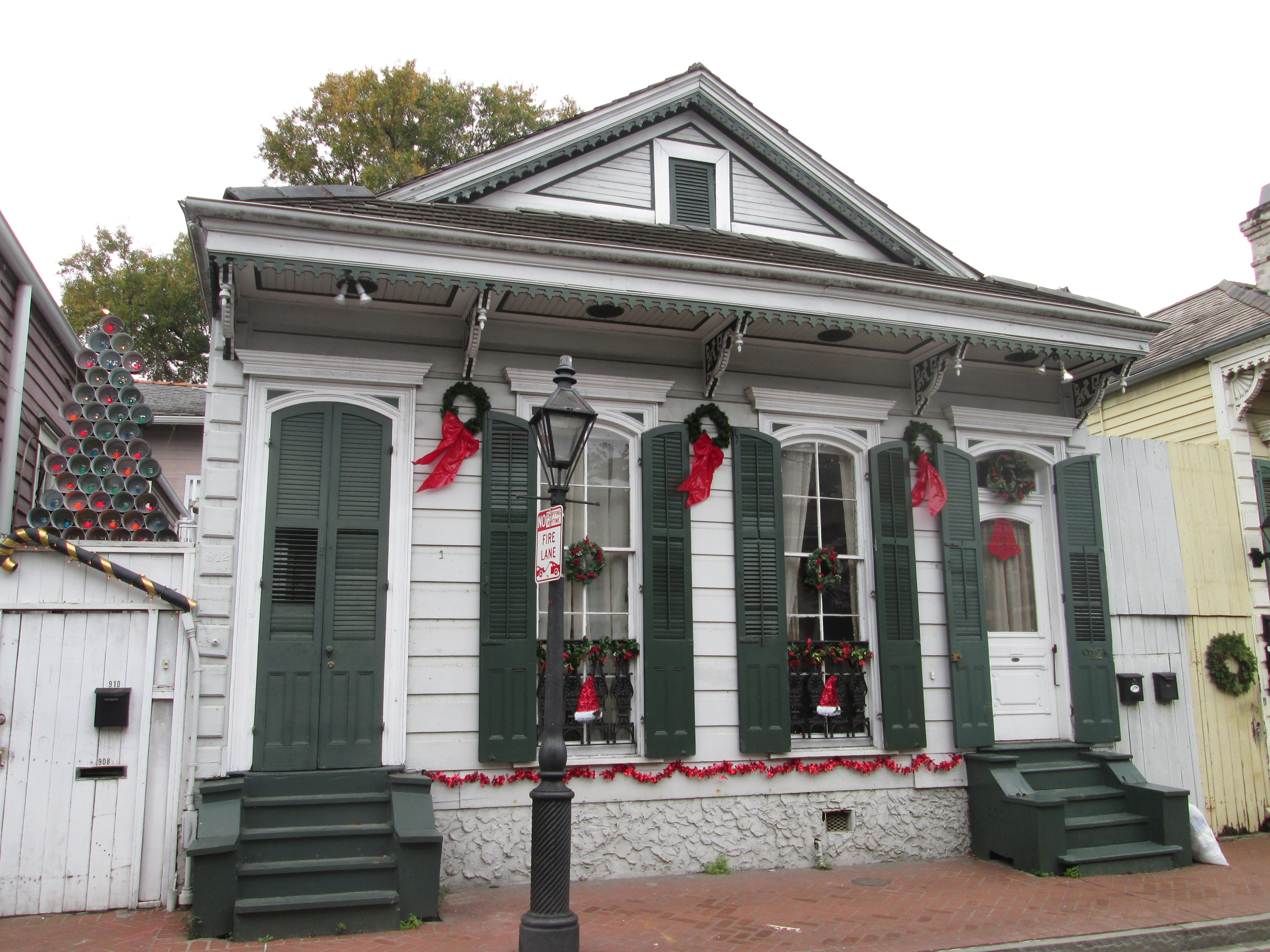
Decorazioni natalizie a New Orleans
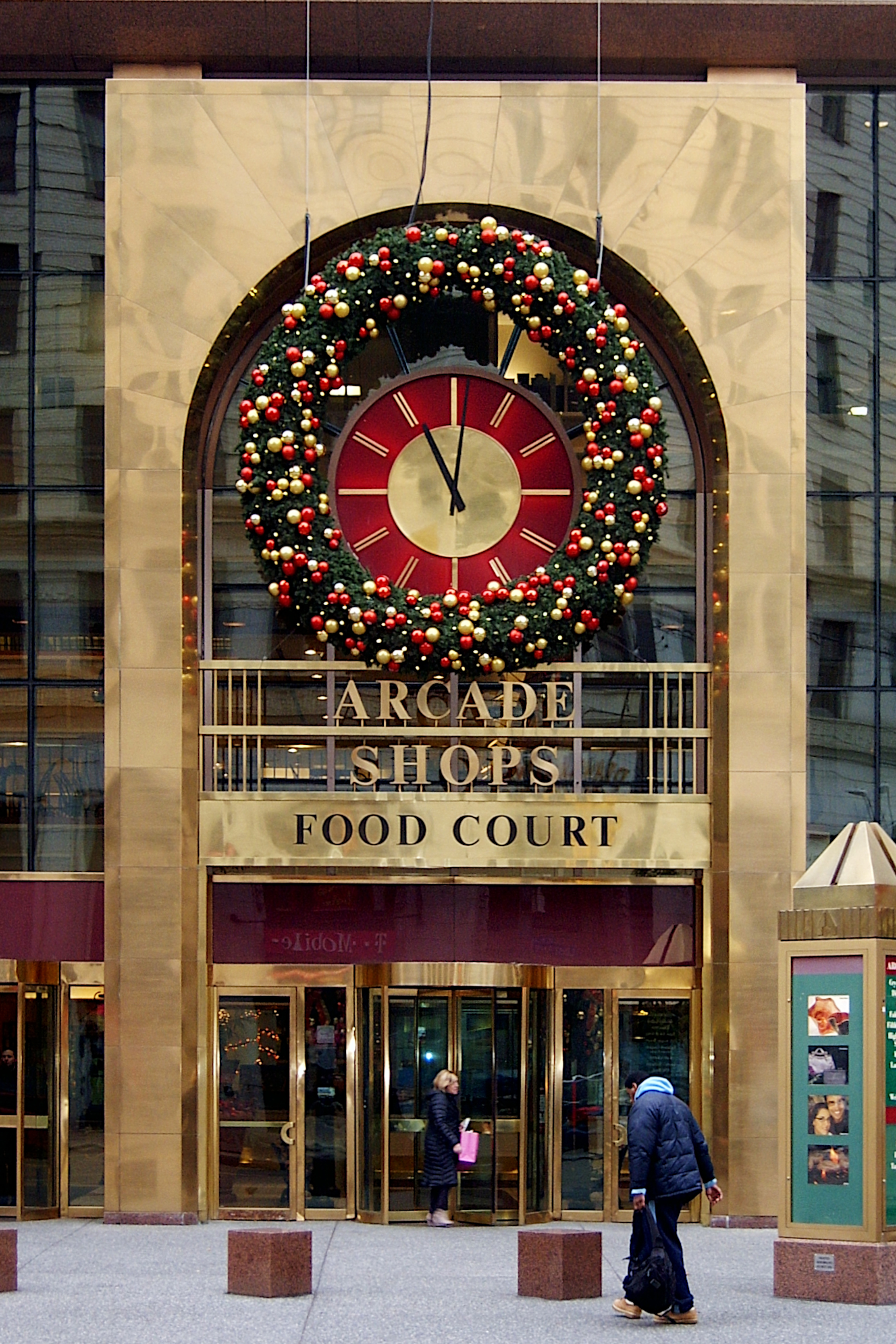
Decorazioni natalizie a Pittsburgh
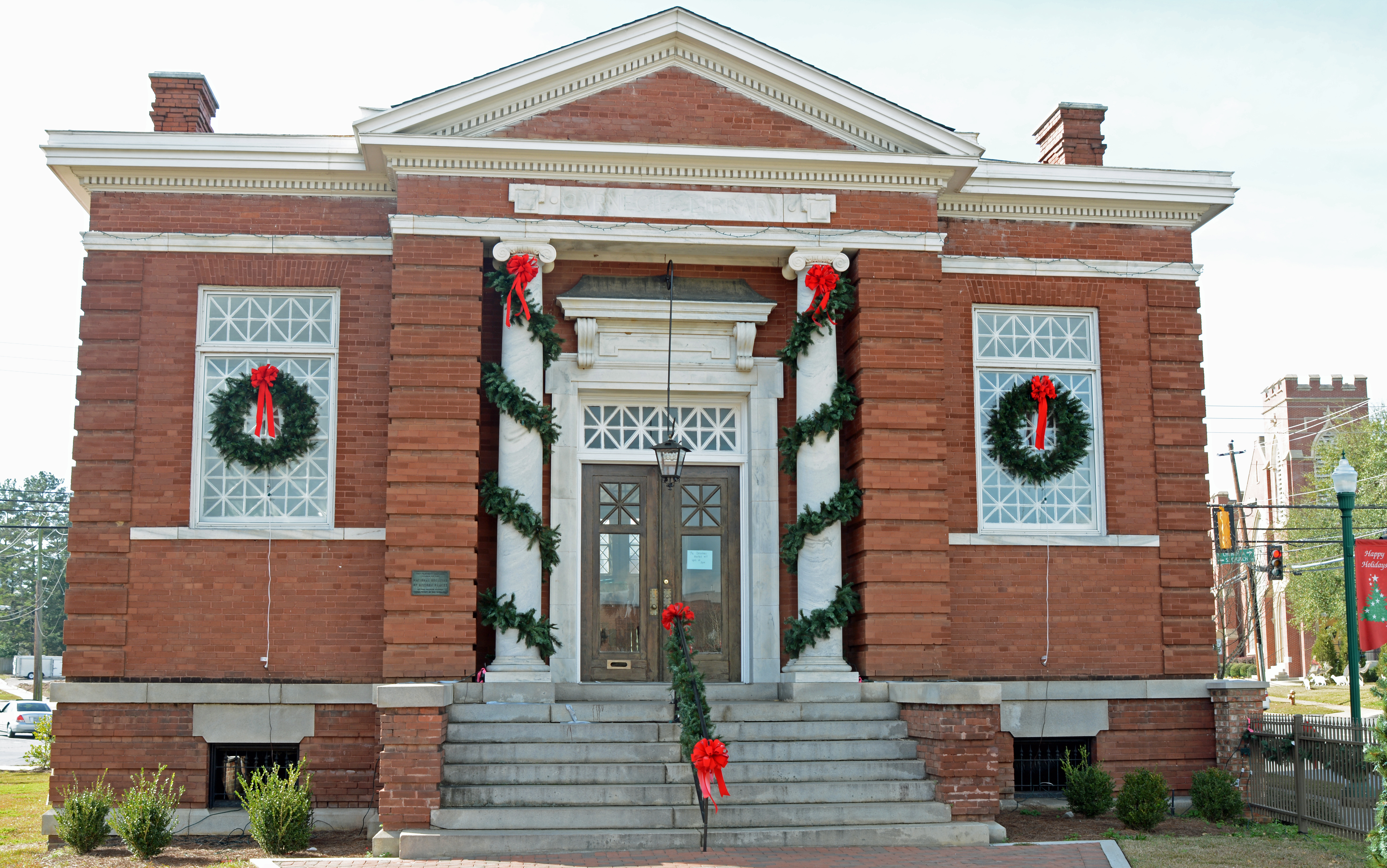
Decorazioni natalizie a Dublin (Georgia)
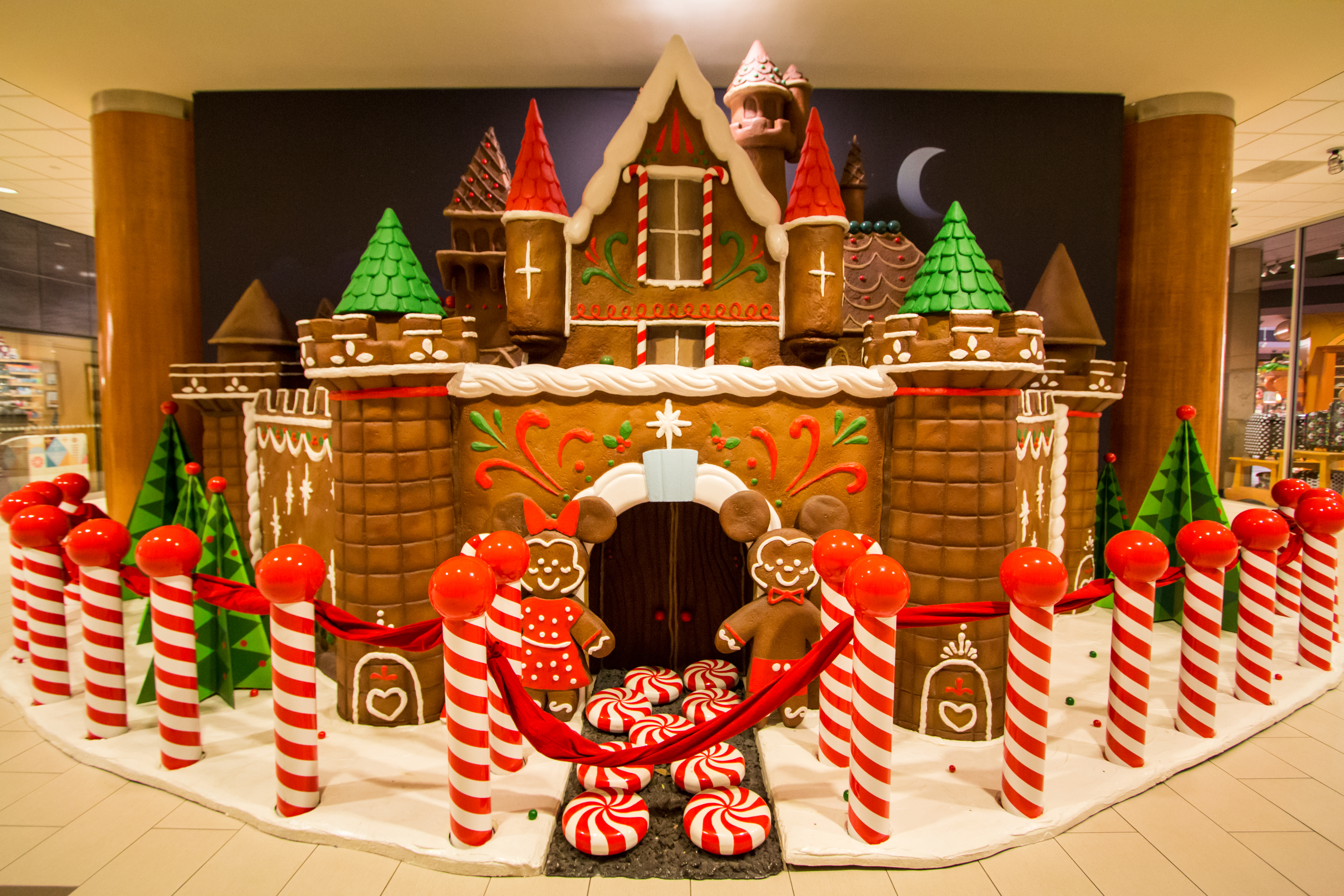
Decorazioni natalizie a Disneyland

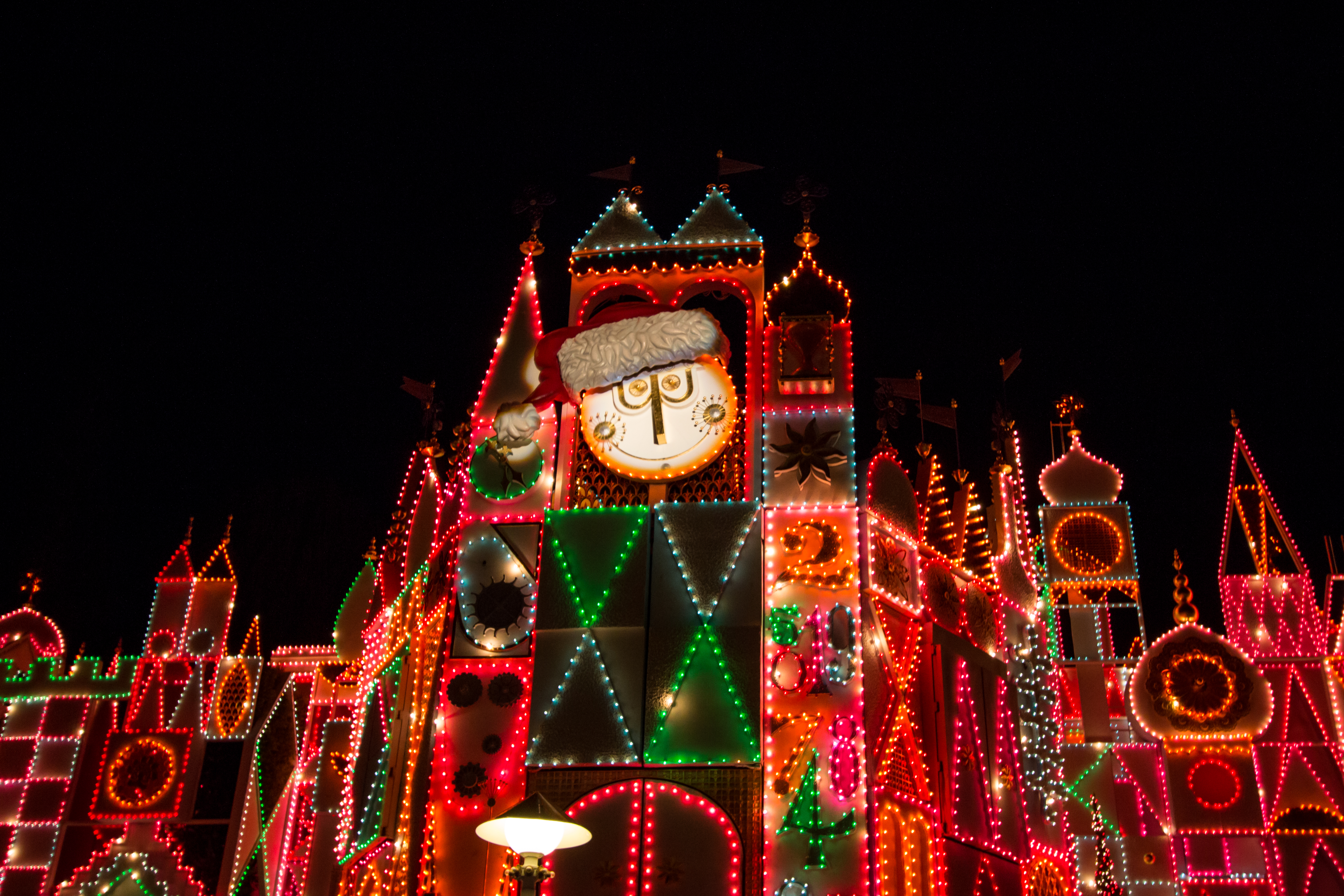
Luci di Natale a Disneyland
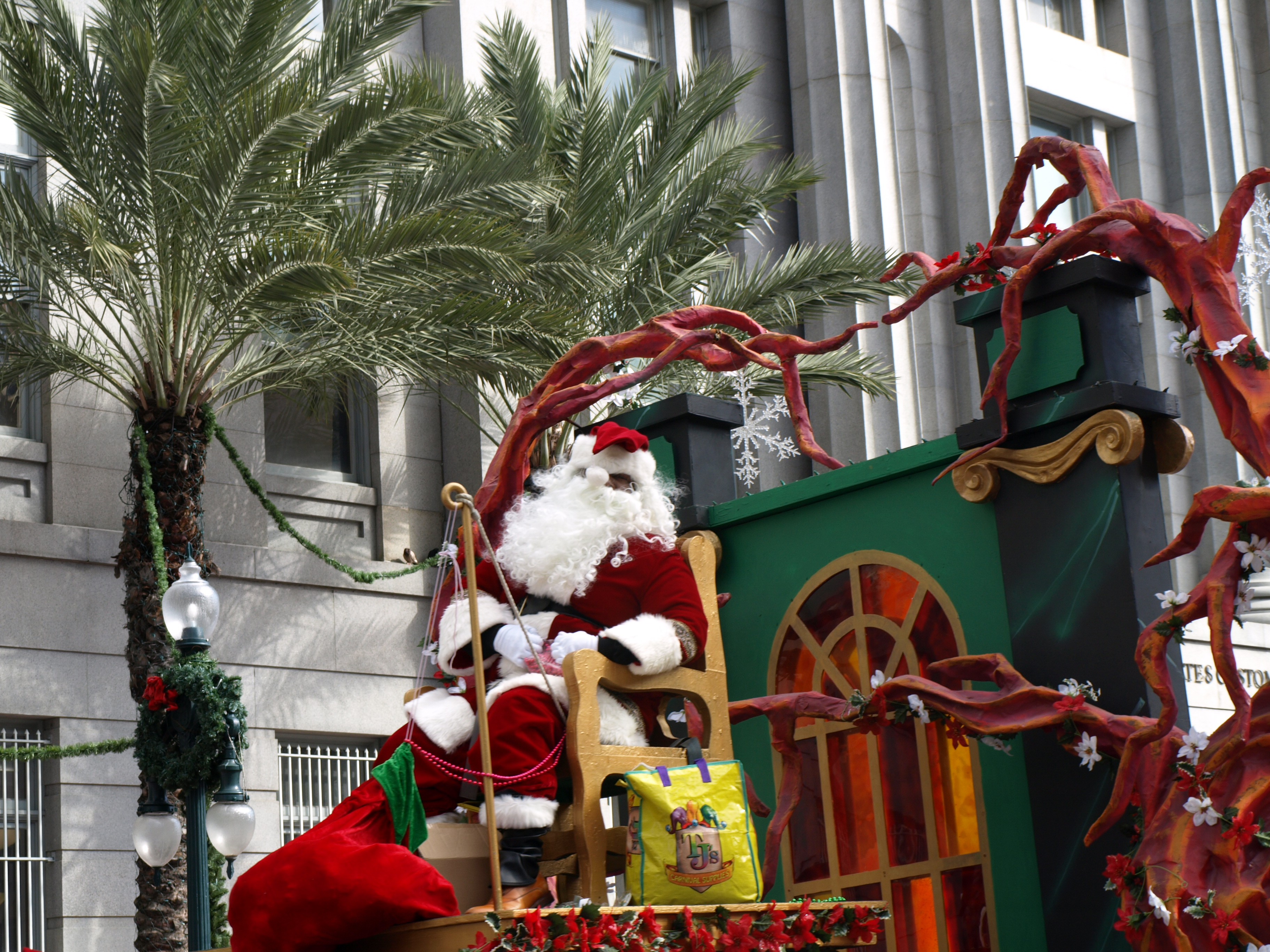
Parata natalizia a New Orleans
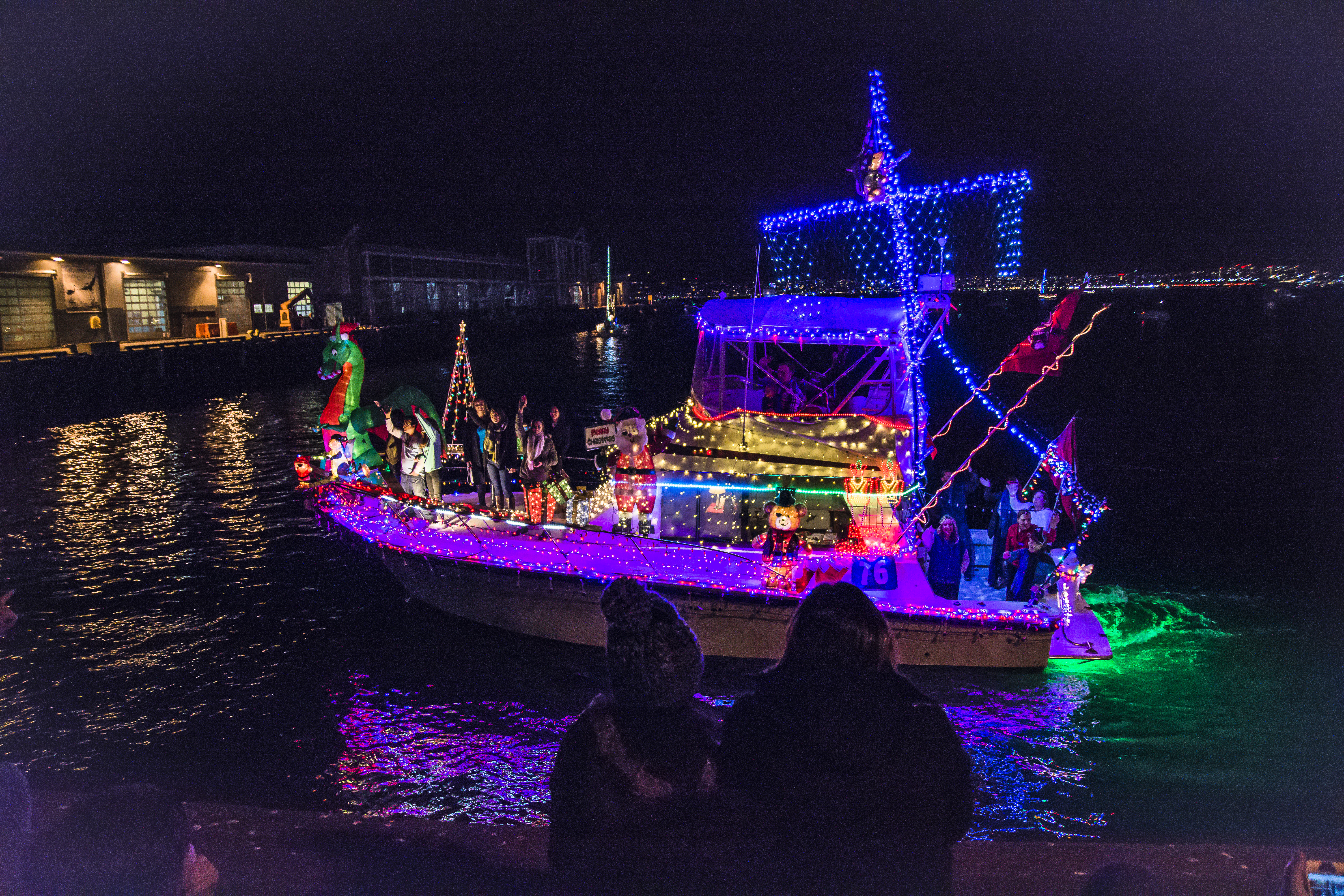
Parata natalizia nella baia di San Diego
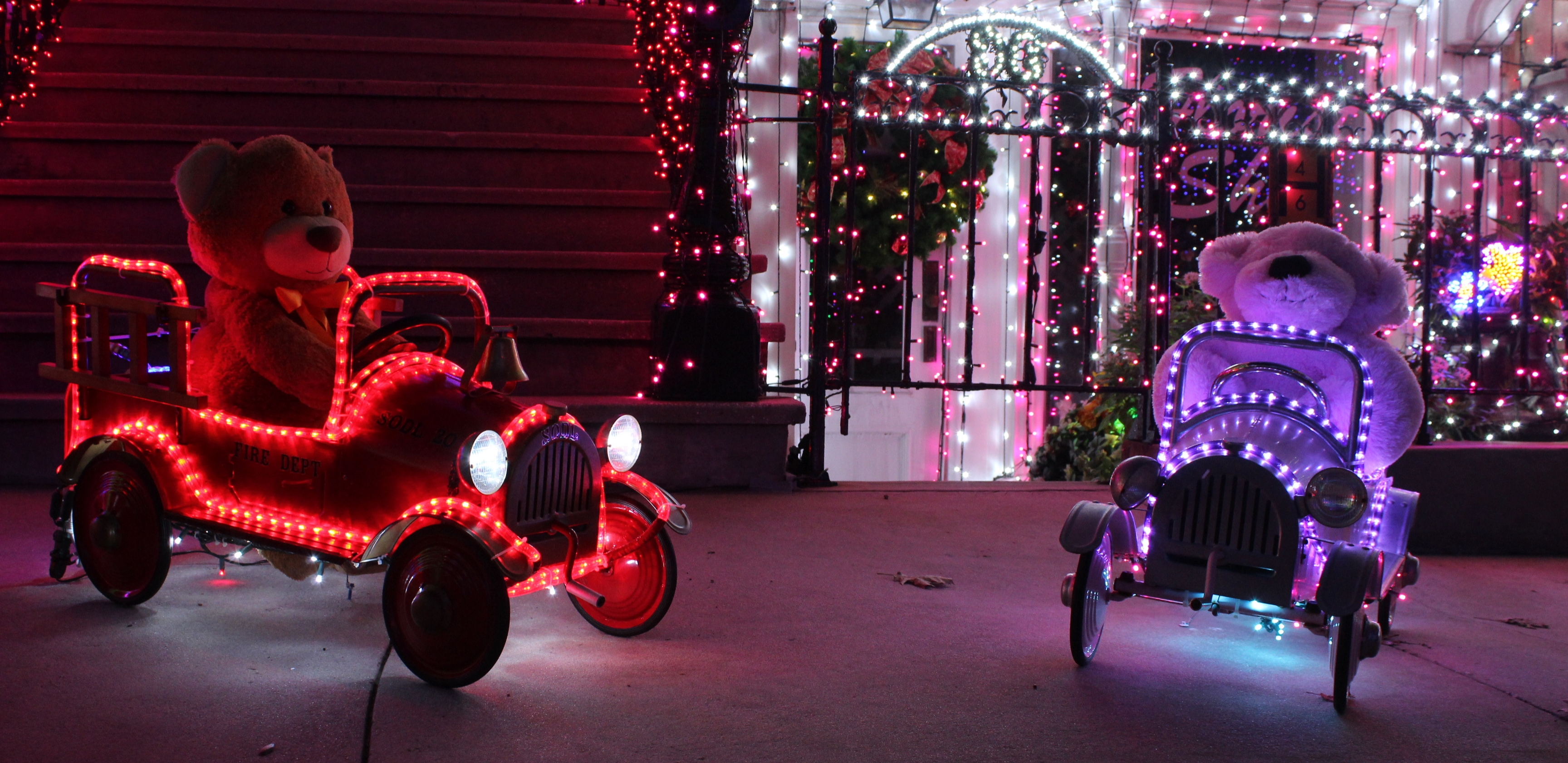
Decorazioni natalizie in Florida

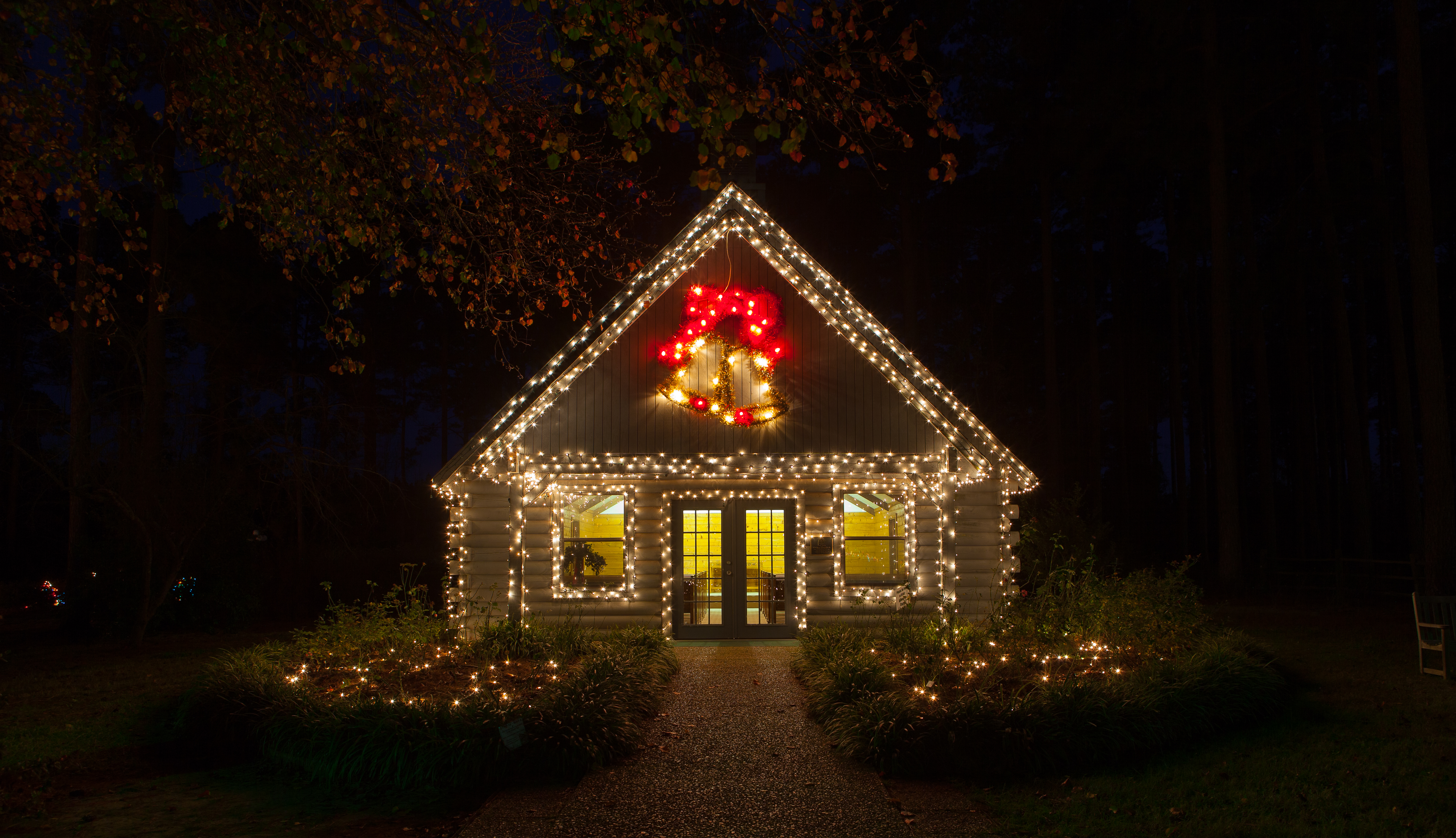
Decorazioni natalizie in Louisiana
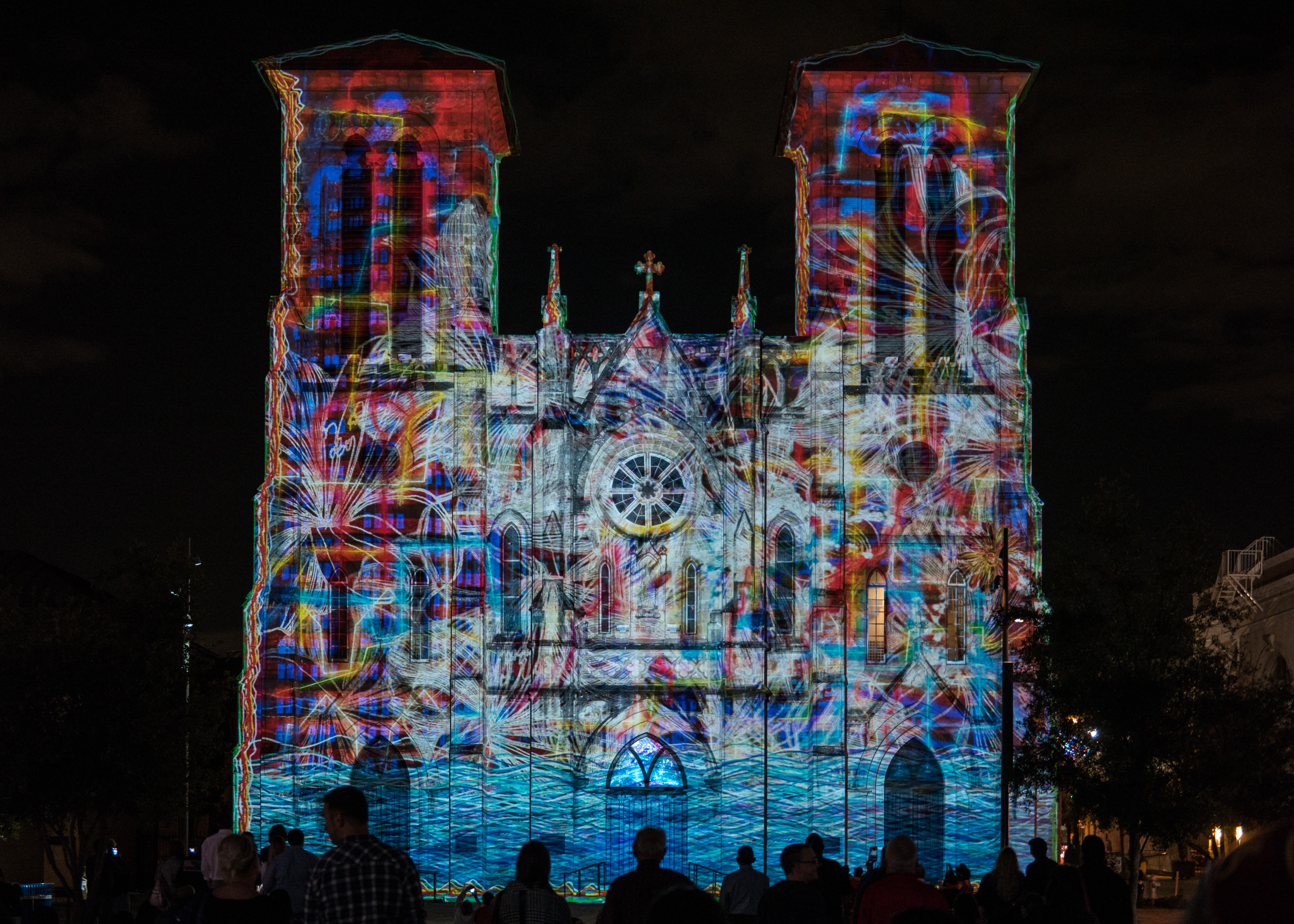
La cattedrale di San Fernando a San Antonio illuminata dalle luci natalizie
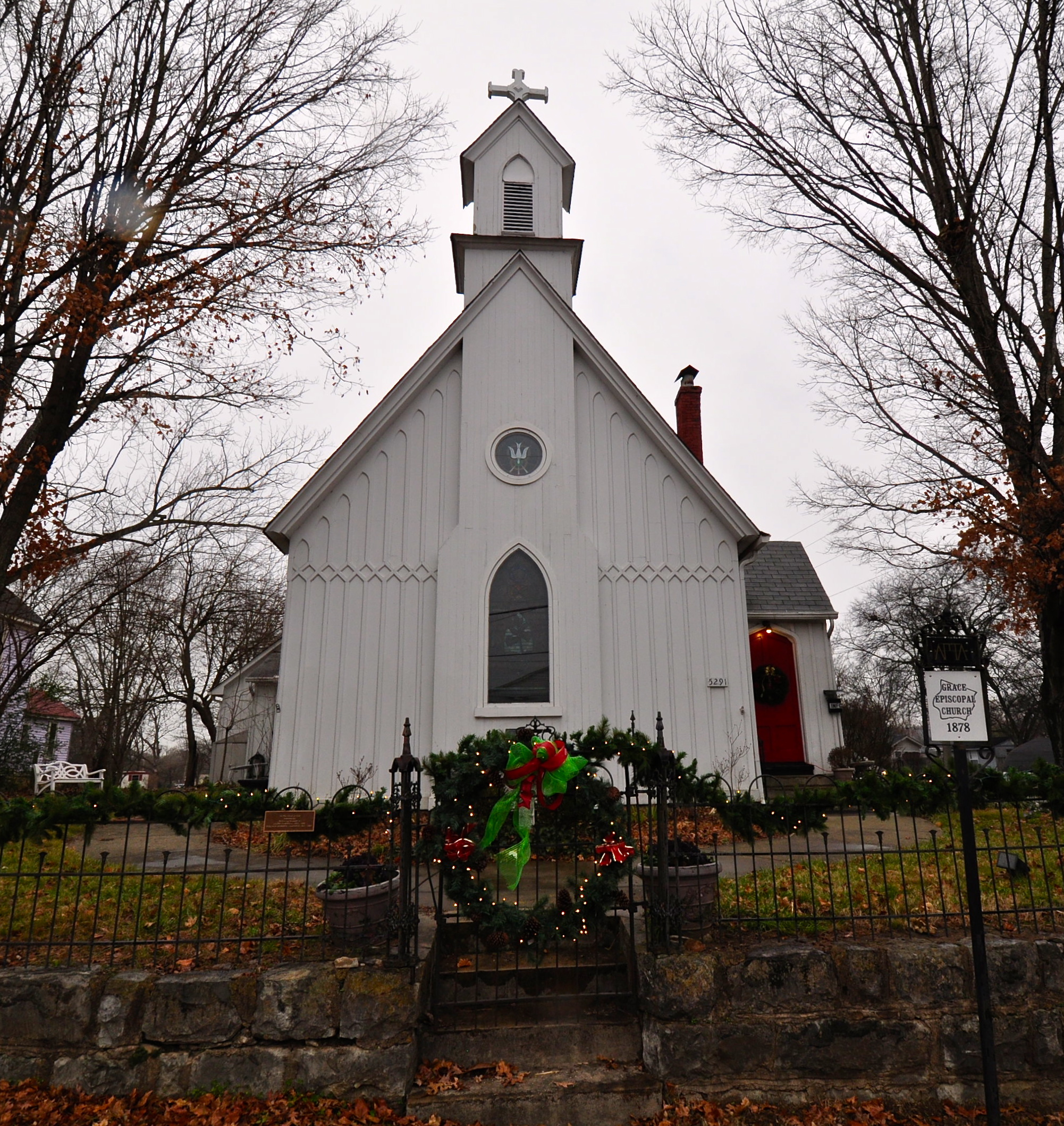
Decorazioni natalizie di fronte alla chiesa episcopale di Spring Hill
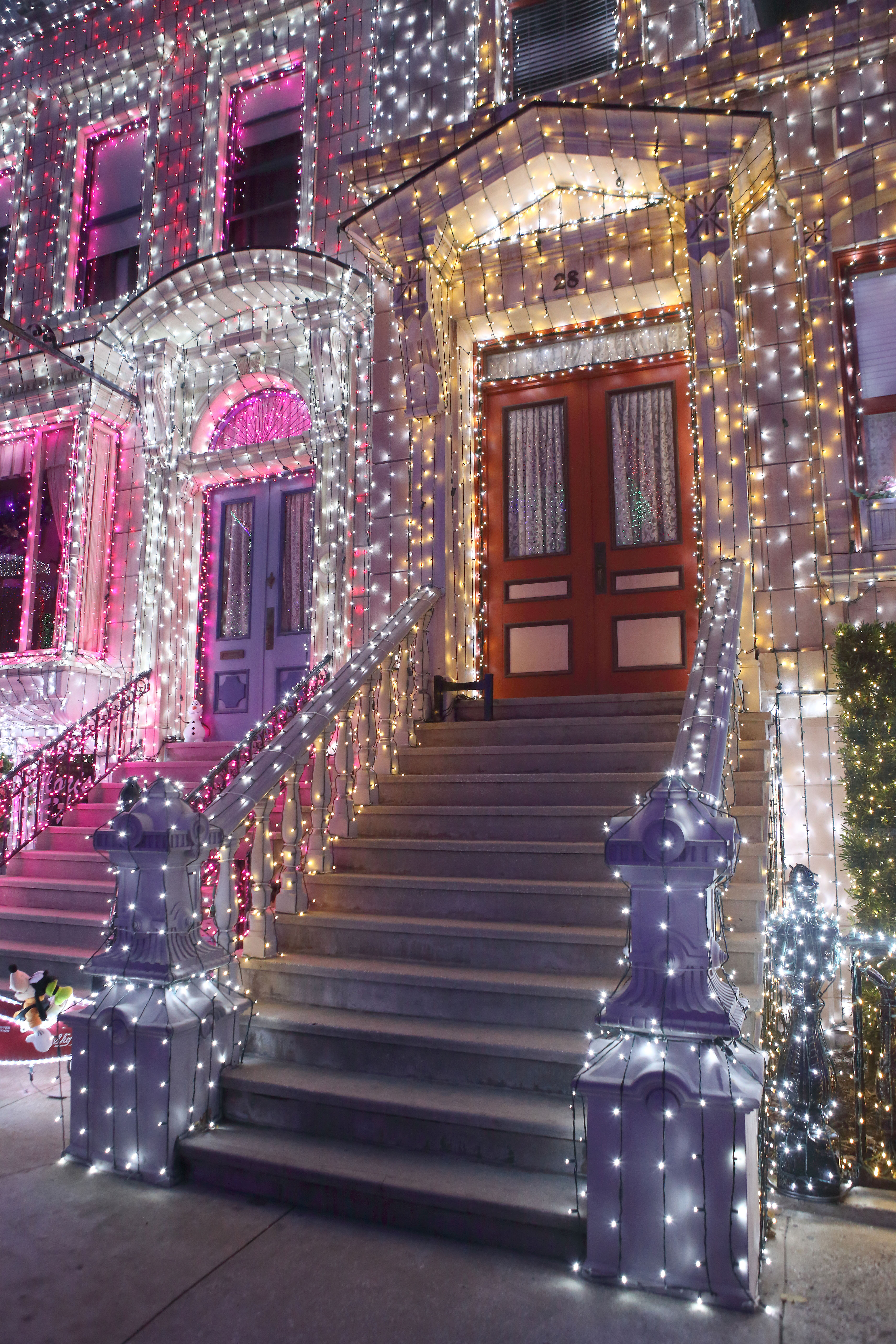
Decorazioni natalizie negli studi della Disney a Hollywood

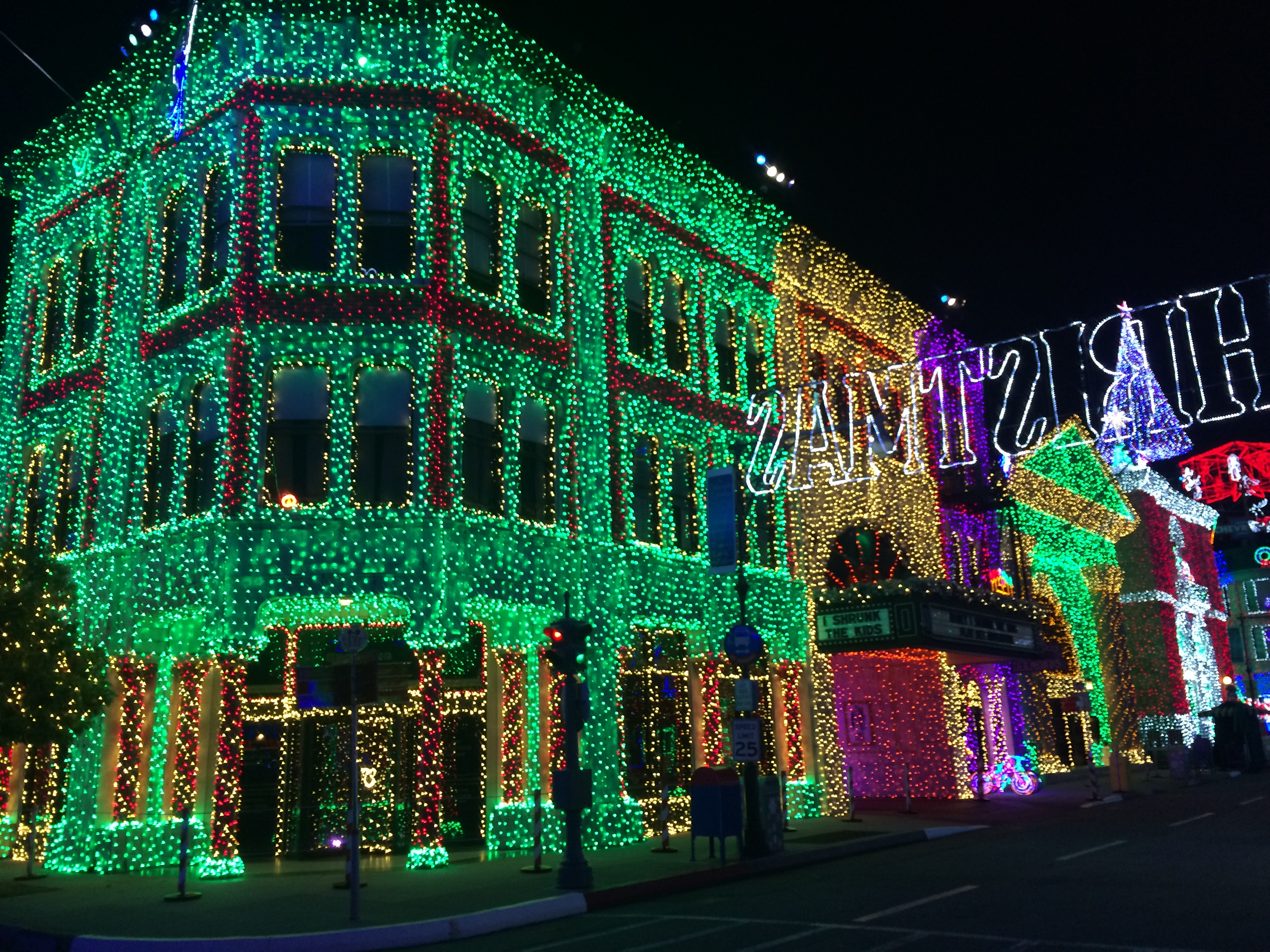
Decorazioni natalizie negli studi della Disney a Hollywood
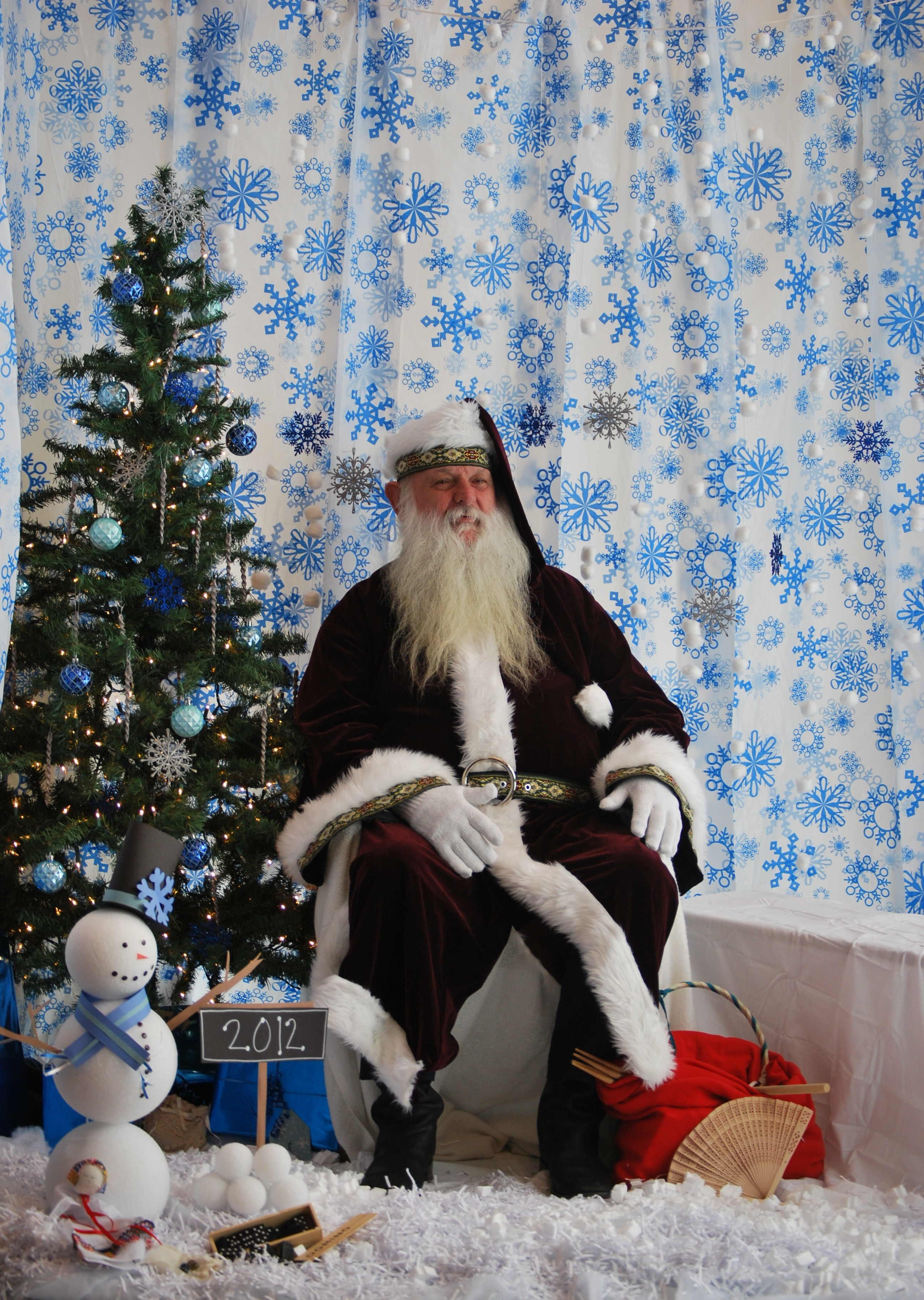
Un Santa Claus in Virginia nel 2012
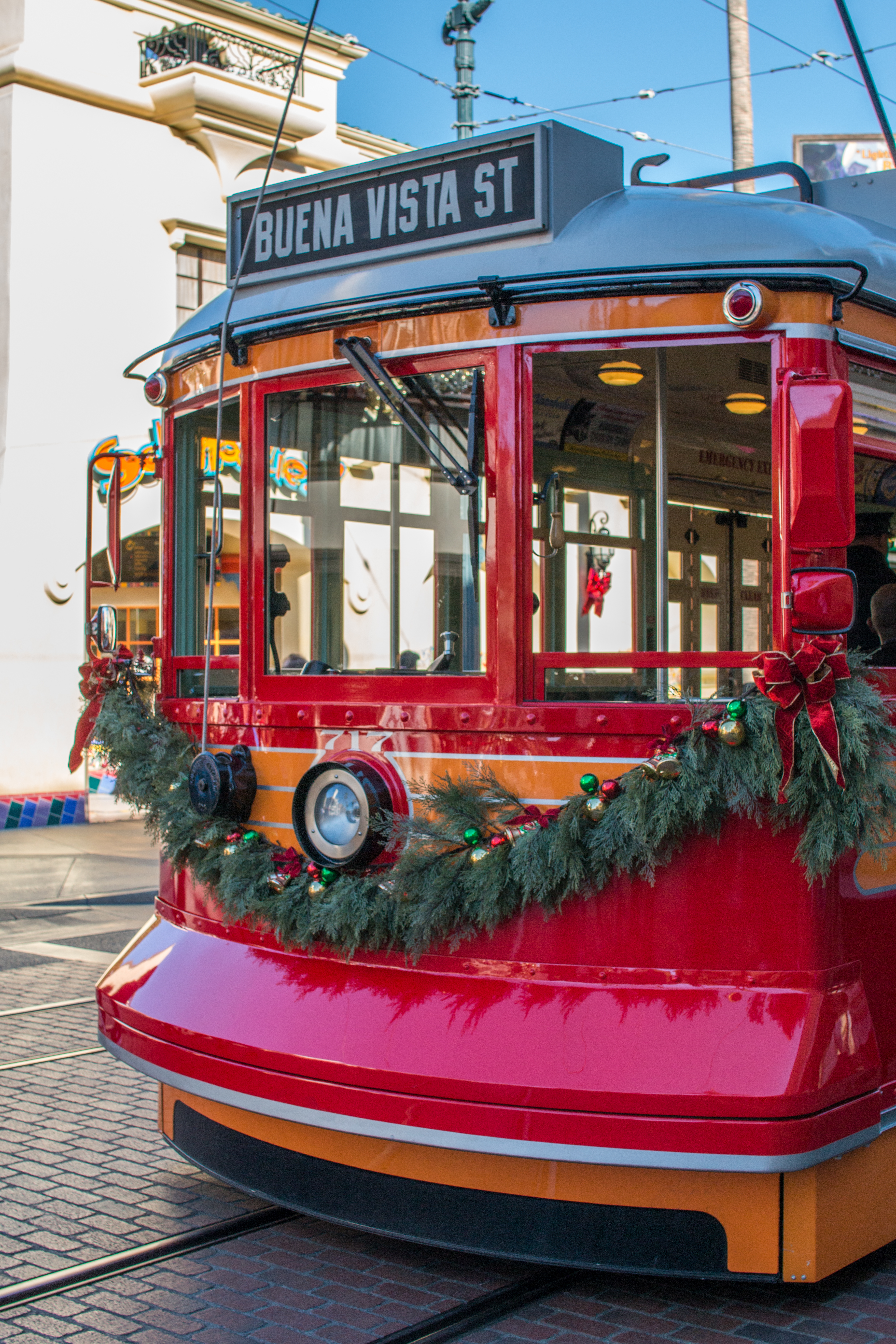
Tram decorato a San José